# Till Eulenspiegel

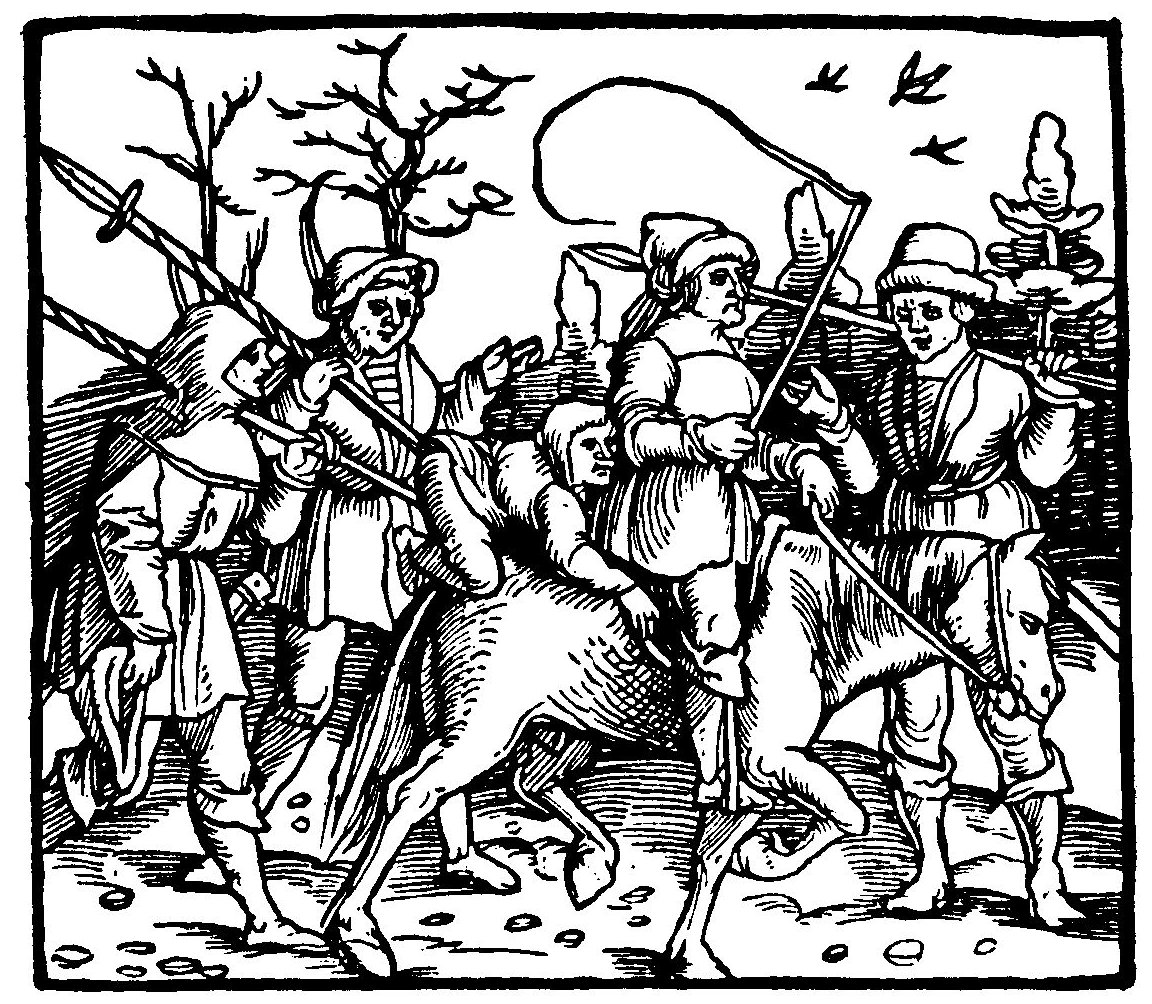
Der junge Eulenspiegel präsentiert sein Hinterteil (Abbildung aus der Grüninger-Ausgabe von 1515)

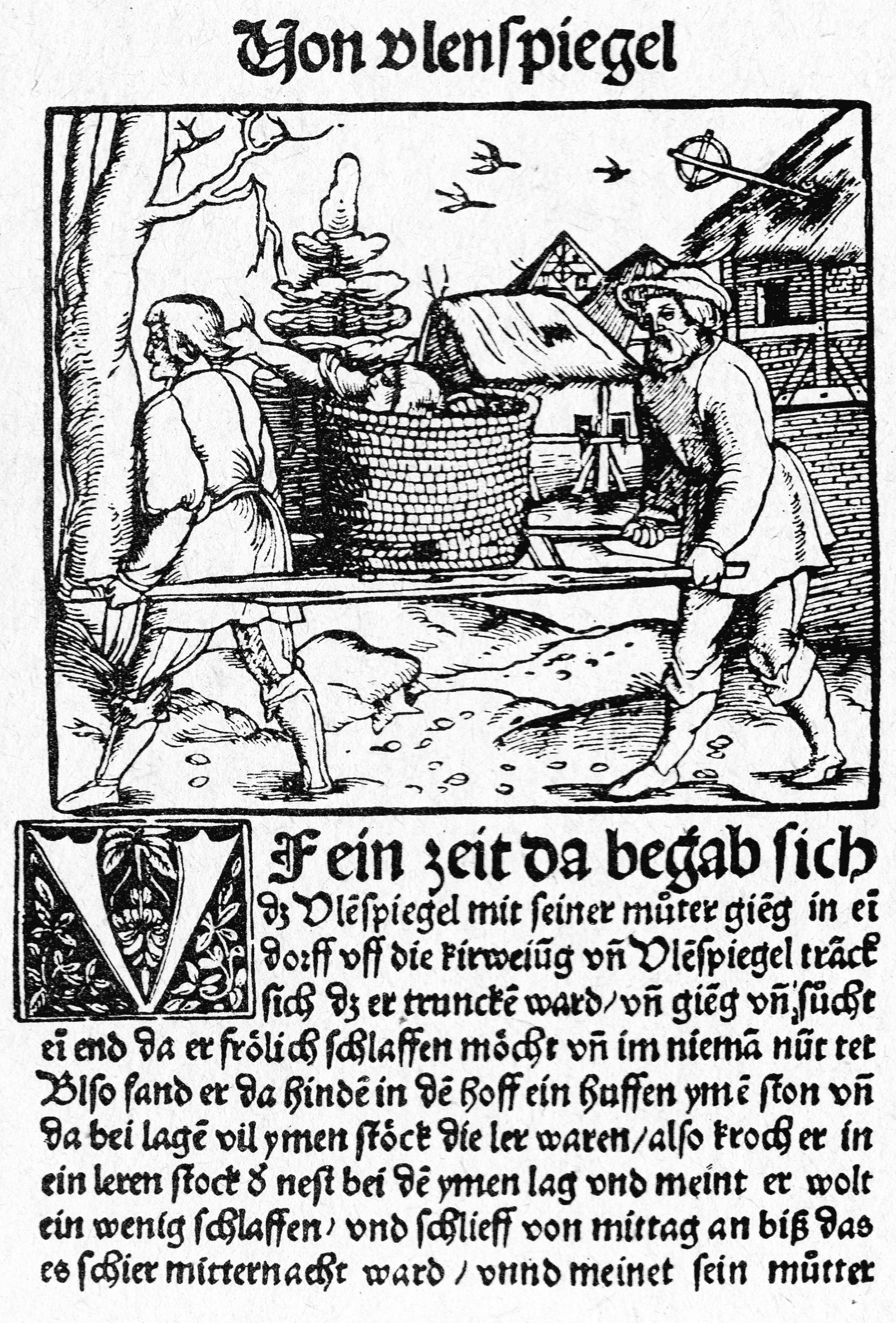
Buchseite von 1515

Till Eulenspiegel, auch Dil Ulenspiegel und Dyl Ulenspegel (niederdeutsche Schreibweise: Dyl Ulenspegel [dɪl ˈʔuːlnˌspɛɪgl̩], hochdeutsch beeinflusst: Til Ulenspiegel), ist der Protagonist eines mittelniederdeutschen Volksbuchs. Die Germanistik spricht heute von einem Schwank- bzw. Prosaroman. Laut dieser Schwanksammlung war Eulenspiegel ein umherstreifender Schalk des 14. Jahrhunderts, der sich dumm stellte, tatsächlich aber gerissen war und seinen Mitmenschen immer neue Streiche spielte. Das Volksbuch erschien erstmals um 1510 unter dem Titel Ein kurtzweilig lesen von Dil Ulenspiegel, geboren vß dem land zu Brunßwick, wie er sein leben volbracht hat […] bei dem Straßburger Verleger und Drucker Johannes Grüninger. Das Buch, dessen Verfasser unbekannt blieb, wurde bereits im 16. Jahrhundert zu einem Bestseller.

## Die Figur Till Eulenspiegel

### Herkunft und Leben laut Volksbuch

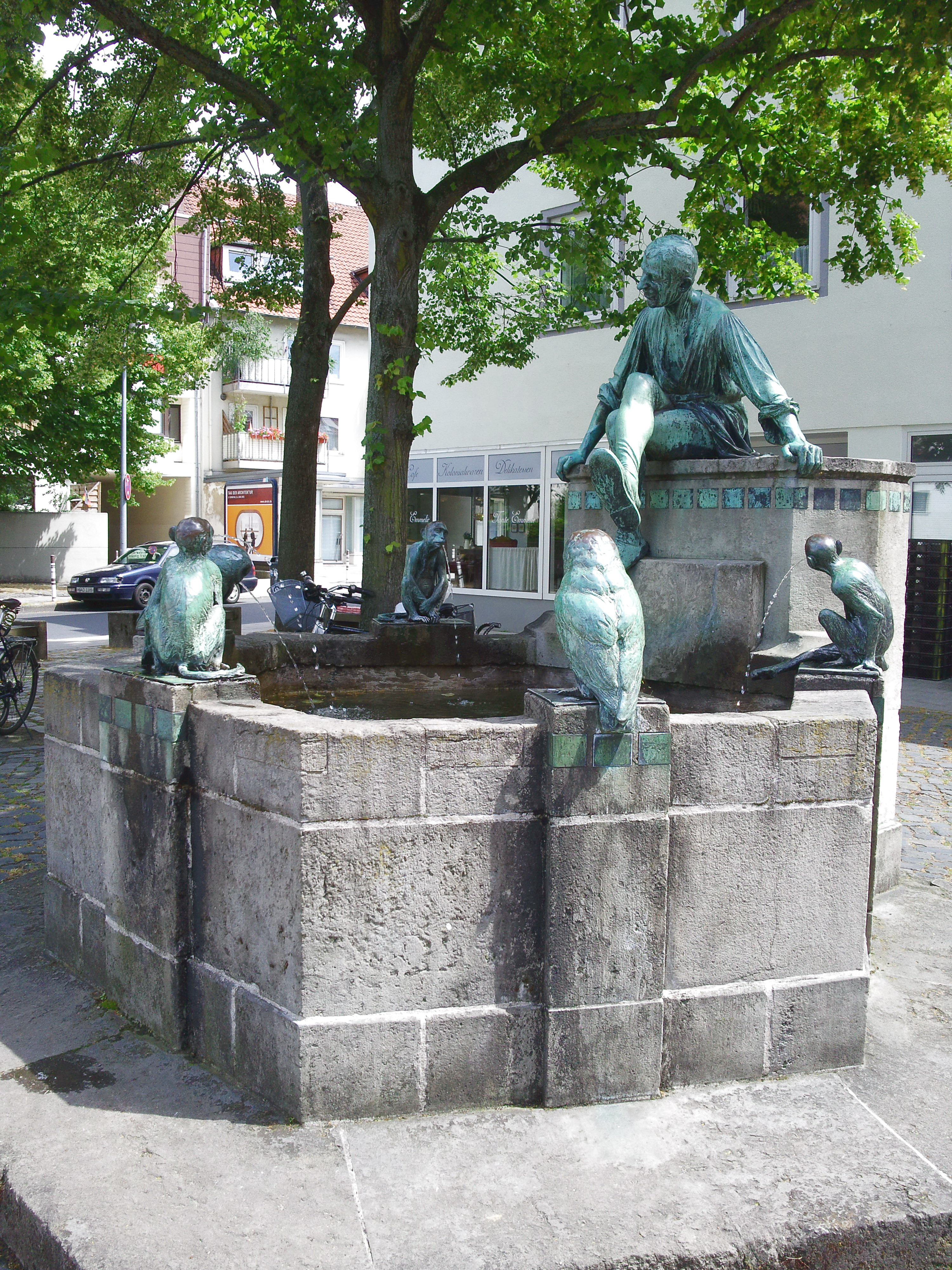
Eulenspiegel-Brunnen in Braunschweig

Nach einer Überlieferung wurde Till Eulenspiegel im Jahr 1290 oder 1300 in Kneitlingen am Elm geboren und in dem Nachbardorf Ampleben in der Schlosskapelle seines Taufpaten Till von Uetze getauft. Die Taufe soll von dem Abt Arnold Pfaffenmeyer (oder Arnold Papenmeyer) des Aegidienklosters vollzogen worden sein. Laut Götzinger hieß es im Volksbuch zu seiner Herkunft: „Bei dem wald Melme genannt, in dem land zuo Sachsen, in dem Dorf Knetlingen, da ward Ulnspiegel geborn, und sein Vater hieß Claus Ulnspiegel und sein Mutter Ann Witcken.“
Eulenspiegel wird in späteren Illustrationen oft mit Attributen wie einer Narrenkappe dargestellt. Allerdings ist er nicht einfach als ausgewiesener Narr anzusehen. In den Geschichten scheint er vielmehr seinen Mitmenschen an Geisteskraft, Durchblick und Witz überlegen. Eulenspiegels Streiche ergeben sich oft daraus, dass er eine bildliche Redewendung wörtlich nimmt. Die heute meist vertretene Deutung dafür ist, er habe dieses Wörtlichnehmen als ein Mittel gebraucht, die Unzulänglichkeiten seiner Mitmenschen bloßzustellen und seinem Ärger über die Missstände seiner Zeit Luft zu machen. Dies ist aber keineswegs immer klar zu erkennen. Daneben ist auch schiere Boshaftigkeit zu bemerken, die mit erzieherischer Kritik nichts zu tun hat, sondern Eulenspiegel mehr als eine Person anarchischer Unangepasstheit kennzeichnet.
Laut der gereimten mittelniederdeutschen Inschrift auf einem Gedenkstein aus der Mitte des 16. Jahrhunderts starb Till Eulenspiegel im Jahr 1350 in Mölln.

### Hinweise auf die Historizität der Figur
In den vergangenen 200 Jahren wurden immer wieder Belege für die tatsächliche Existenz der historischen Person Till Eulenspiegel gesucht. Der Eulenspiegel-Forscher Bernd Ulrich Hucker fand in einem Braunschweiger Urkundenbuch einen Beleg, dass 1339 ein Thile van Cletlinge (Kneitlingen) mit vier anderen Angehörigen des niederen Adels aus dem Harzvorland wegen Straßenraubes inhaftiert war. Um 1350 gab es in Kneitlingen drei verarmte Linien dieser Adelsfamilie.
Hucker führte überdies den Indizienbeweis, dass es in Mölln eine historische Kristallisationsfigur namens „Tilo dictus Ulenspegel“ gegeben habe, die dort 1350 starb.
Die Möllner bewahrten sein Heergewäte (Ausrüstung eines Kriegers) und feierten noch Ende des 16. Jahrhunderts sein Jahrgedächtnis. Außerdem gab es eine Grabstätte und einen Vorläufer des heutigen Eulenspiegel-„Grabsteines“. Dieser Vorläufer und ein durch Abzeichnung überliefertes Gemälde im Möllner Rathaus stammen aus dem 15. Jahrhundert, wie die Möllner Eulenspiegeltradition überhaupt älter als die ältesten Eulenspiegeldrucke und unabhängig von der dort anzutreffenden Gestaltung des Stoffes ist. Erstmals vollständig präsentiert wurden die Zeugnisse der Möllner Tradition samt den Trümmern des Heergewätes während der Internationalen Wanderausstellung UnFASSbar, die 2011 und 2012 in Schöppenstedt, Damme (Belgien), Mölln und Schloss Bernburg zu sehen war.

### Namensgebung
Der Vorname Till ist eine Kurzform zu Dietrich oder zu Ägidius.
Die niederdeutschen Wörter ule und spegel bedeuten Eule und Spiegel. Tills Nachname wird daher oft als einfache Zusammensetzung der Wörter Eule und Spiegel angesehen, und daher kommt auch die Übersetzung des Namens ins Hochdeutsche als „Eulenspiegel“.
Eine Abbildung in einer der ersten erhaltenen Ausgaben des Eulenspiegel (1515) zeigt ihn bereits mit Spiegel und Eule in Händen, spätere Varianten seiner Geschichten lassen ihn seine Streiche mit diesen Symbolen signieren oder dichten ihm diese auf den Grabstein. Eule und Spiegel haben jeweils eine alte Tradition und wurden entsprechend gedeutet. Seit der griechischen Antike gibt es die literarisch-didaktische Tradition des Spiegels (Laienspiegel, Schwabenspiegel und andere) zum Zweck der Selbsterkenntnis sowie zum Abgleich von Soll- und Ist-Zustand. Eulenspiegels Verhalten, Redensarten wörtlich zu nehmen, greift diesen Gedanken deutlich auf. Ferner ist der Spiegel auch ein Narrenattribut.
Die Eule galt im alten Griechenland als Vogel der Weisheit, im Mittelalter jedoch als Vogel des Teufels. Beide Bedeutungen des Symbols der Eule wurden bei Namensdeutungen herangezogen, da Till in seinen bloßstellenden Streichen sowohl Weisheit und geistige Überlegenheit demonstriere, aber auch teuflische und zerstörerische Ideen habe.
Neben der Symbolik von Eule und Spiegel jeweils allein liegen zudem ein oder auch mehrere Wortspiele vor. Der Till Eulenspiegel zugeschriebene Ausspruch „ick bin ulen spegel“ soll soviel bedeuten wie „Ich bin euer Spiegel“, also „Ich halte euch den Spiegel vor.“ Wesentlich derber ist eine mittlerweile nicht mehr geläufige Assoziation: Das mittelniederdeutsche Wort ulen bedeutet auch „wischen“, und das Wort spegel hat auch die Bedeutung Gesäß (noch heute wird in der Jägersprache das helle Fell am Hinterteil von Reh und Hirsch „Spiegel“ genannt). Der Ausruf Ul’n spegel bedeute also „Wisch mir’n Hintern“, vulgo „Leck mich am Arsch“ (Schwäbischer Gruß, Götzzitat).

### Literarische Bedeutung
Das Buch über Till Eulenspiegel gilt als eines der bedeutendsten literarischen Werke des niedersächsischen Raumes. Die von Johannes Grüninger (auch Johannes Grieninger) um 1510 publizierte Ausgabe wurde schnell zu einem Weltbestseller und wurde bereits im 16. Jahrhundert in viele europäische Sprachen übersetzt, darunter Latein, Französisch, Niederländisch, Englisch und Polnisch. In den folgenden Jahrhunderten und bis in die Gegenwart wurden die Geschichten immer weiter modifiziert, so dass aus dem ursprünglich derben Charakter ein immer sympathischerer Possenreißer wurde. Insgesamt sind bis heute „Eulenspiegel“-Versionen in 280 Sprachen erschienen.
Der Stoff inspirierte auch viele vom Original losgelöste literarische Werke, zum Beispiel die Eulenspiegel-Fastnachtspiele von Hans Sachs. Der historische Roman des belgischen Autors Charles De Coster Die Legende und die heldenhaften, fröhlichen und ruhmreichen Abenteuer von Ulenspiegel und Lamme Goedzak verlegt die Handlung ins Flandern des ausgehenden 16. Jahrhunderts. Das Werk gilt seinerseits als ein Stück flämischer Nationalliteratur. Es schildert Till als volksnahen Helden des Freiheitskampfs der Niederlande gegen Spanien.

### Mögliche Verfasser
Wegen seiner Bedeutung hat es einige Anstrengungen gegeben, den anonymen Verfasser des ersten Eulenspiegel-Buches ausfindig zu machen:
Der Historiker Johann Martin Lappenberg ordnete 1854 die Geschichte dem elsässischen Franziskaner und „poeta laureatus“ Thomas Murner zu. Dafür sprächen dessen satirische Neigungen, eher dagegen sein mangelnder Kontakt zur Herkunftsregion der Überlieferung.
Ebenfalls in die engere Wahl wurde der Braunschweiger Zollschreiber und Amtsvogt Hermann Bote gezogen, was darin begründet liegt, dass in einer frühen Fassung des Textes das Akrostichon <Erman B> in den Initialen der Kapitel 90 bis 95 entdeckt wurde. Für einen stichhaltigen Beleg reiche dieses Indiz jedoch nicht aus, obwohl Botes Herkunft für ihn spricht.
Der Germanist Jürgen Schulz-Grobert versuchte in seiner 1996 abgeschlossenen Habilitationsschrift den Beweis zu führen, dass der „Eulenspiegel“ sein Profil in der Offizin des Straßburger Buchdruckers Johannes Grüninger/Grieninger unter Mitwirkung verschiedener Humanisten erhielt. Außer Murner und Johannes Adelphus gen. Muling, den schon Edward Schröder ins Spiel gebracht hatte, nannte er die neulateinisch publizierenden Dichter Tilemann Conradi und Hermann von dem Busche (Buschius) als Mitautoren bzw. Bearbeiter. Zumal das Akrostichon ERMANB besser auf den in Niedersachsen weit herumgekommenen Wanderhumanisten Hermannus Buschius passe als auf Bote, der sich selbst konsequent „Hermen Bote“ schrieb, also die niederdeutsche Schreibweise des Namens Hermann bevorzugte.
Dabei blieb allerdings ein weiterer naheliegender Kandidat außer Acht: Grüninger pflegte im entscheidenden Zeitraum zwischen 1497 und 1512 intensiven Kontakt mit Hieronymus Brunschwig, von dem er etliche Werke veröffentlichte. Wie Grüninger führte Brunschwig einen Herkunftsnamen, der sich – vermutlich nicht ganz zufällig – im Buchtitel („vß dem land zu Brunßwick“) wiederfindet und eine genauere Kenntnis der Ulenspiegel-Überlieferung möglich erscheinen lässt. Auch besagtes Akrostichon könnte ihm wohl zugeschrieben werden.
Die vorgetragenen Einwände gegen Bote als Autor haben seit 1996 zu einer Art von Lagerbildung innerhalb der Bote/Eulenspiegelforschung geführt. Bernd Ulrich Hucker zum Beispiel, der zu den ersten und starken Befürwortern der These von Bote als Autor zählte, wandte sich komplett ab. Herbert Blume, der das Gesamtwerk Botes sprachgeschichtlich bearbeitete, hielt an der These fest. In einer Zusammenfassung der Diskussion 2009 spricht er von gewichtigen Indizien, die für Bote sprechen, vorgetragene Einwände bezeichnet er als entweder unbegründet oder widerlegt. Für Blume und mit ihm die Mehrzahl der an der Diskussion beteiligten Forscher ist Botes Autorschaft „eine an Sicherheit grenzende Wahrscheinlichkeit“, allerdings fehle ein eindeutiger Beweis.

### Erstausgabe um 1510/12
1971 entdeckte der Zürcher Peter Honegger 16 nicht aufeinander folgende Blätter im Einband einer lateinischen Reineke-Fuchs-Ausgabe. Der Buchbinder hatte sich Einbandpappe aus zusammengeklebten Makulaturblättern hergestellt. Bei diesen Blättern handelte es sich jedoch nach heutigem Forschungsstand entgegen Honeggers Annahme nicht um die Reste einer Erstausgabe, sondern um Probeausdrucke, sogenannte Bürstenabzüge. Honegger datierte sie anhand der Drucktypen, die der Straßburger Buchdrucker Hans bzw. Johannes Grüninger verwendete, auf 1510/11. Diese Datierung wird in neueren Untersuchungen in Zweifel gezogen.
Es ist weltweit ein einziges Exemplar der ältesten Ausgabe des „Thyl Vlenspiegel“ (so der durchgängige Kolumnentitel) von 1515 bekannt. Das Buch wurde bei Gelegenheit der Internationalen Wanderausstellung „UnFASSbar“ vom 26. März 2011 bis 17. Juni 2013 in Schöppenstedt, Damme, Mölln und Bernburg ausgestellt. Es hat die Jahrhunderte nicht unbeschädigt überstanden, denn es fehlen insgesamt 30 Blatt einschließlich des Titelblattes und des Kolophons. Es wird ein Erscheinungstermin um 1512 oder bald darauf vermutet. Die fehlenden Seiten wurden von einem aufklärungszeitlichen Vorbesitzer durch Blätter eines so genannten Jahrmarktsdruckes aus der Zeit um 1700 ersetzt. Im Original sind 100 Blatt mit 66 Holzschnitten von Künstlern wie Hans Baldung Grien und Urs Balthasar erhalten. Deren ausgezeichnete Qualität beweist, dass die Druckstöcke für diese Erstausgabe neu hergestellt wurden. Einige Darstellungen sind in späteren Ausgaben nicht mehr zu finden, wie z. B. Eulenspiegel auf dem Weg zum Lübecker Galgen. Der Text kommt dem der Ausgabe Straßburg 1519 (ein Exemplar in der Forschungsbibliothek Gotha) am nächsten, ist aber noch genauer und zuverlässiger als jener. Vorbesitzer dieses ältesten Eulenspiegeldruckes waren im 20. Jahrhundert der Dichter Karl Wolfskehl sowie der Kaufmann und Verleger Salman Schocken. Wolfskehl erhielt das Buch wahrscheinlich von seinem Freund, dem Lyriker Stefan George.

### Aufbau und Inhalt der Ausgabe von 1515
Insgesamt 95 kurze und kürzere Kapitel stellen das Leben des Ulenspiegels dar. Die Zählung geht bis zur 96. Historie, wobei es keine 42. Historie gibt. Insgesamt ist unsicher, wie viele der Kapitel in der nicht erhaltenen Urausgabe vorhanden waren; fest steht jedoch, dass einige der Geschichten nachträglich hinzugedichtet wurden.
Die ersten Kapitel beziehen sich auf Herkunft und Kindheit der Figur. In der neunten Geschichte verlässt Ulenspiegel seine Mutter, um auf seine lebenslangen Wanderungen zu gehen. Er geht verschiedensten Berufen nach, jedoch nur, um am Ende jeder Geschichte weiterzuziehen; so bereist er fast den gesamten europäischen Kontinent. Längere Aufenthalte bilden die Ausnahme, wie beispielsweise bei einem Pfarrer, bei dem Ulenspiegel auf seinen anfänglichen Reisen arbeitet, oder der Aufenthalt beim König von Dänemark. Hier bleibt Ulenspiegel bis zum Tod des Königs (obwohl dies auch nur in einer einzelnen Historie erwähnt ist, kann man von einem längeren Aufenthalt ausgehen). In den letzten Historien (ab Hist. 90) wird Ulenspiegels Sterben und sein Tod erzählt. (VD 16 ZV 2282)

### Darstellung
Till Eulenspiegel war kein Hofnarr und wurde anfangs auch nicht mit Narrenattributen dargestellt. In späteren Illustrationen wurde die Narrenkappe sein wichtigstes Attribut und Erkennungszeichen, häufig mit „Eselsohren“ und/oder Schellen besetzt.

### Ähnliche Figuren in anderen Kulturen
Eine dem Eulenspiegel entsprechende Gestalt kennt der islamische Raum zwischen Nordafrika, Türkei und Innerasien in Gestalt des weisen Narren, der als Nasreddin und Dschuha populär ist. In Ostafrika werden diese Geschichten unter dem Namen von Abu Nuwas erzählt. Eine Entsprechung in der jiddischen Kultur findet sich in der Gestalt des Hersch Ostropoler (jiddisch הערשעלע אסטראפאלער, transkribiert Herschele Ostropolier), der in der heutigen Ukraine zu Beginn des 19. Jahrhunderts lebte. In Sri Lanka werden die Geschichten des Hofnarren Andare erzählt. In der Mongolei stößt man auf den klugen Wandermönch, den Badartschin, während in Thailand und benachbarten Ländern die Gestalt des Sri Thanonchai bekannt ist. Auf der Malaiischen Halbinsel ist Pak Pandir, der mit seiner Frau im Wald lebt, in stellenweise erschreckendem Maß dumm. Dagegen beweist die Figur Kabayan im Westen der Insel Java eine eher Nasreddin entsprechende Gewitztheit. Der tibetische Volksmund kennt die Figur des Onkel Tompa, der abgesehen von sexuellen Anzüglichkeiten ebenfalls große Ähnlichkeit zu Nasreddin aufweist. Ebenfalls in Tibet und Bhutan lebte der buddhistische Lama Drugpa Künleg Der heilige Narr.

## Rezeption

### Musik und Film
Zahlreiche musikalische Werke haben sich des Eulenspiegel-Stoffs bedient. Zu den bedeutendsten Bearbeitungen gehört die sinfonische Dichtung Till Eulenspiegels lustige Streiche von Richard Strauss aus dem Jahr 1895.
Als eine der besten Verfilmungen gilt Till Eulenspiegel von und mit Theo Lingen, entstanden als Quadrologie im Jahre 1936. Sie setzt sich zusammen aus den Teilen „Wie Eulenspiegel zu Marburg den Landgrafen malte …..“ (sic!), „Wie Eulenspiegel ein Urteil sprach …“, „Wie Eulenspiegel den Neunmalweisen Rede und Antwort steht …“ und „Wie Eulenspiegel sich einmal erbot zu fliegen …“, wobei in jedem Teilfilm mehr als ein Scherz dargestellt wird. Sämtliche Dialoge finden in gereimter Form statt.
In der DDR wurden die Geschichten um Till Eulenspiegel mehrfach verfilmt. Zuerst widmete sich der Puppentrickfilmer Johannes Hempel den Stoffen: Es entstanden Till Eulenspiegel und der Bäcker von Braunschweig (1954) und Till Eulenspiegel als Türmer (1955). 1956 wurde in Koproduktion zwischen DEFA mit Frankreich der Abenteuerfilm Die Abenteuer des Till Ulenspiegel mit Gérard Philipe als Eulenspiegel gedreht. 1973/74 realisierte der Regisseur Rainer Simon seinen Till Eulenspiegel  mit Winfried Glatzeder in der Titelrolle. Der 1975 publizierte Film zeigt die legendäre Figur, wie sie schon vor der Zeit der Bauernkriege den Mächtigen den Spiegel vorhält und dem einfachen Volk in vielen Dingen die Augen öffnet. Der Film geht auf eine Vorlage von Christa und Gerhard Wolf zurück.
Für Till Ulenspiegel (Легенда о Тиле), eine sowjetische Verfilmung von 1976, wurden unter anderem 5000 Komparsen, 300 Reiter und zwölf nachgebaute Koggen aufgeboten. Grundlage hierzu ist der Roman von Charles de Coster.
2003 erschien der musikalische Animationsfilm Till Eulenspiegel, der international als Jester Till verbreitet wurde. Der von Eberhard Junkersdorf gemachte Film hat aber sehr wenig mit den traditionellen Erzählungen zu tun. Benedikt Weber sprach die Hauptrolle. 
Im Jahr 2014 erschien der deutsche Fernsehfilm Till Eulenspiegel mit Jacob Matschenz in der Hauptrolle.

### Redensarten

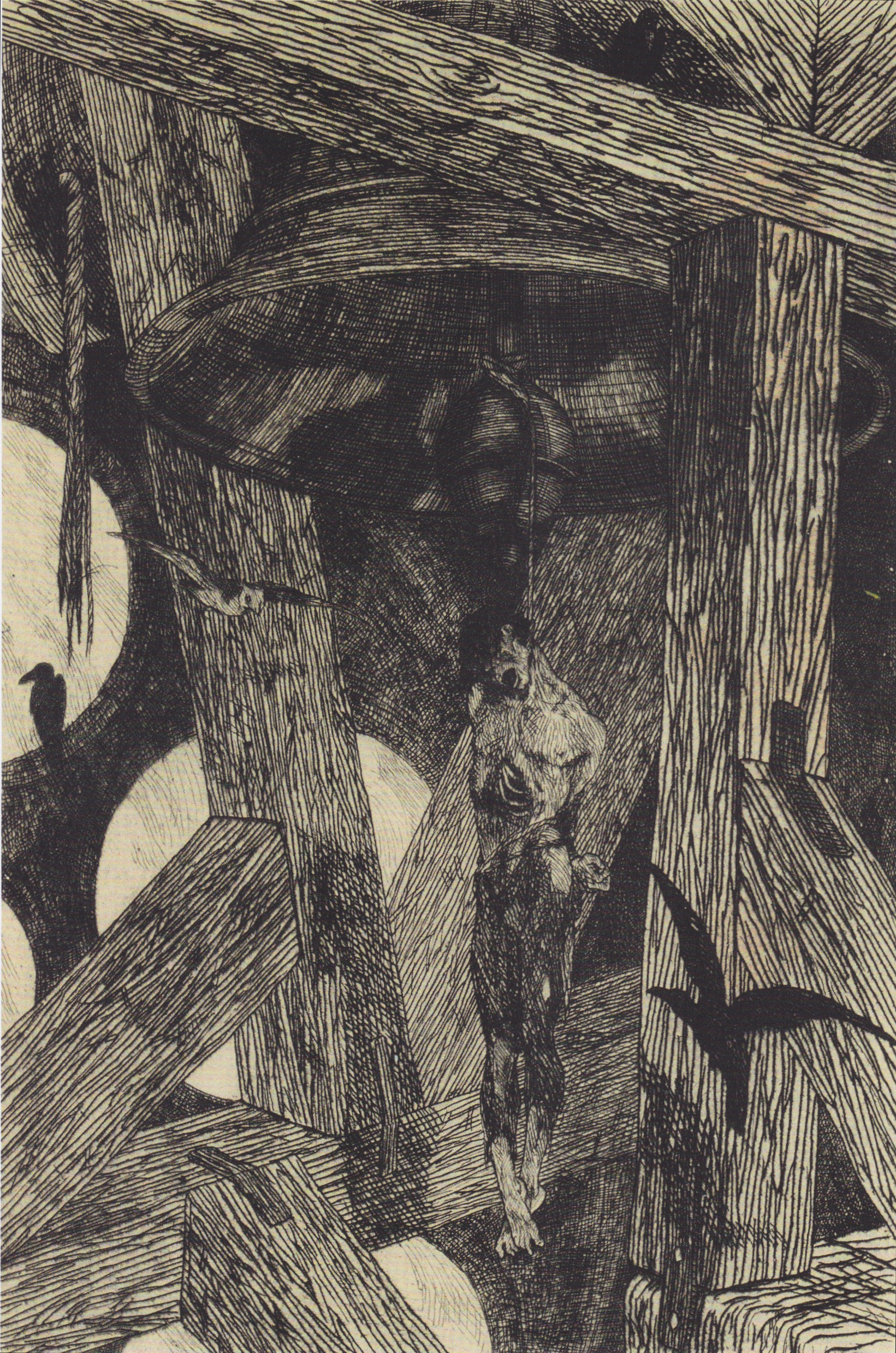
1867, Félicien Rops, Der Gehenkte an der Glocke, Illustration zu Die Geschichte von Tyll Ulenspiegel und Lamme Goedzak

Der Name Eulenspiegel fand aufgrund seiner Popularität Eingang in mehrere Redensarten und Sprichwörter, darunter:
- Eulenspiegelei bzw. Eulenspiegelpossen machen: Schabernack bzw. Unsinn treiben, vor allem durch die allzu wörtliche Ausführung eines Auftrages.
- Er macht’s wie Eulenspiegel, er verleidet der Bäuerin das Mus, um es allein zu essen: Diese Redensart bezieht sich direkt auf eine der bekanntesten Eulenspiegelgeschichten mit dem Titel „wie Ulenspiegel ein weiß muoß allein us aß, darumb daz er ein klumpen uz der naßen daryn ließ fallen“ (Wie Eulenspiegel einen weißen Brei alleine aß, indem er einen Nasenpopel hineinfallen ließ).
- Er spielt Eulenspiegels Stück: Er denkt, dass es einmal wieder anders wird, bezogen auf das Violinenstück „Alle Dinge eine Weile“, das einzige, das Eulenspiegel beherrschte.

Die Redensart jemandem den Pelz waschen hat ebenfalls einen direkten Bezug zum Eulenspiegel und einer Geschichte, bei der Eulenspiegel den Frauen die Pelze waschen will. Diese Redensart war bereits vorher bekannt und wurde in der Eulenspiegel-Erzählung nur in literarischer Form umgesetzt.
Das französische Wort espiègle für schalkhaft oder schelmisch leitet sich aus dem deutschen Wort Spiegel ab.

### Karneval und Fastnacht
Die Narren zahlreicher Karnevalsgruppen beziehen sich auf Eulenspiegel oder nutzen seine vermeintliche Tracht.
- Die höchste Auszeichnung des Fastnacht-Verbandes Franken ist der Till von Franken, der den Kopf Till Eulenspiegels mit Narrenkappe darstellt.
- In Mainz nimmt die Fastnacht vielfach Bezug auf die Eulenspiegel-Figur, beispielsweise mit dem Namen des Fastnachtsvereins CCM Die Eulenspiegel oder bei Vorträgen über Till als Symbolfigur des Mainzer Carneval Clubs. Die städtischen Gremien haben der Errichtung eines Till-Denkmals[19]  als Fastnachtsfigur in der Innenstadt zugestimmt.

### Museen

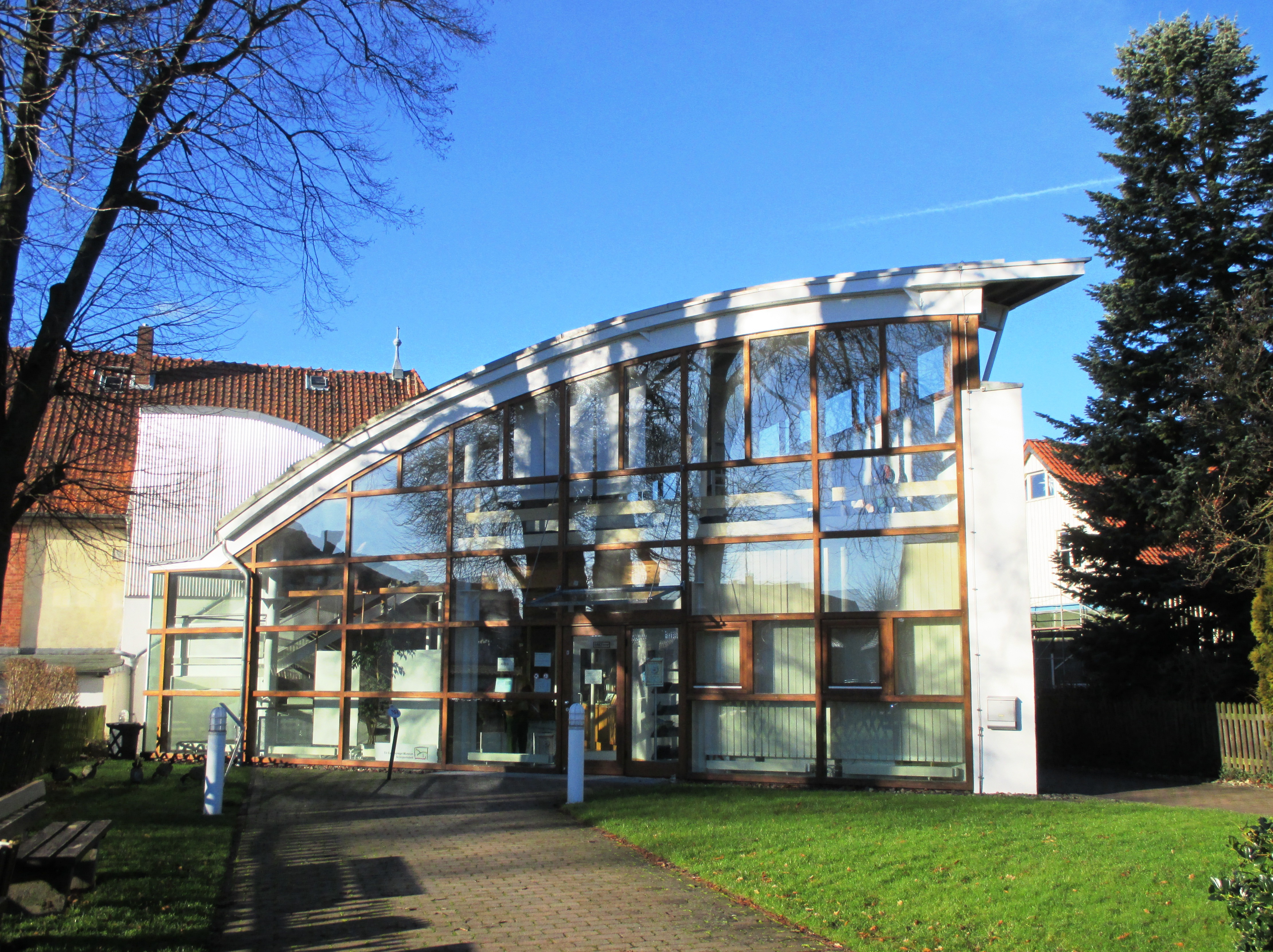
Till-Eulenspiegel-Museum in Schöppenstedt

- In Schöppenstedt gibt es ein Till-Eulenspiegel-Museum.
- Mölln hat in einem alten Fachwerkbau ein Eulenspiegel-Museum eingerichtet.
- In Presseck-Waffenhammer steht das Museum Till Eulenspiegel.[20] Die Einrichtung ist seit 2017 geschlossen.
- Die belgische Stadt Damme (Westflandern) betrachtet sich als Geburtsort von Till Eulenspiegel (Thyl Ulenspiegel) und ehrt ihn mit einer Steinfigur und einem Eulenspiegelmuseum.[21]

### Würdigungen

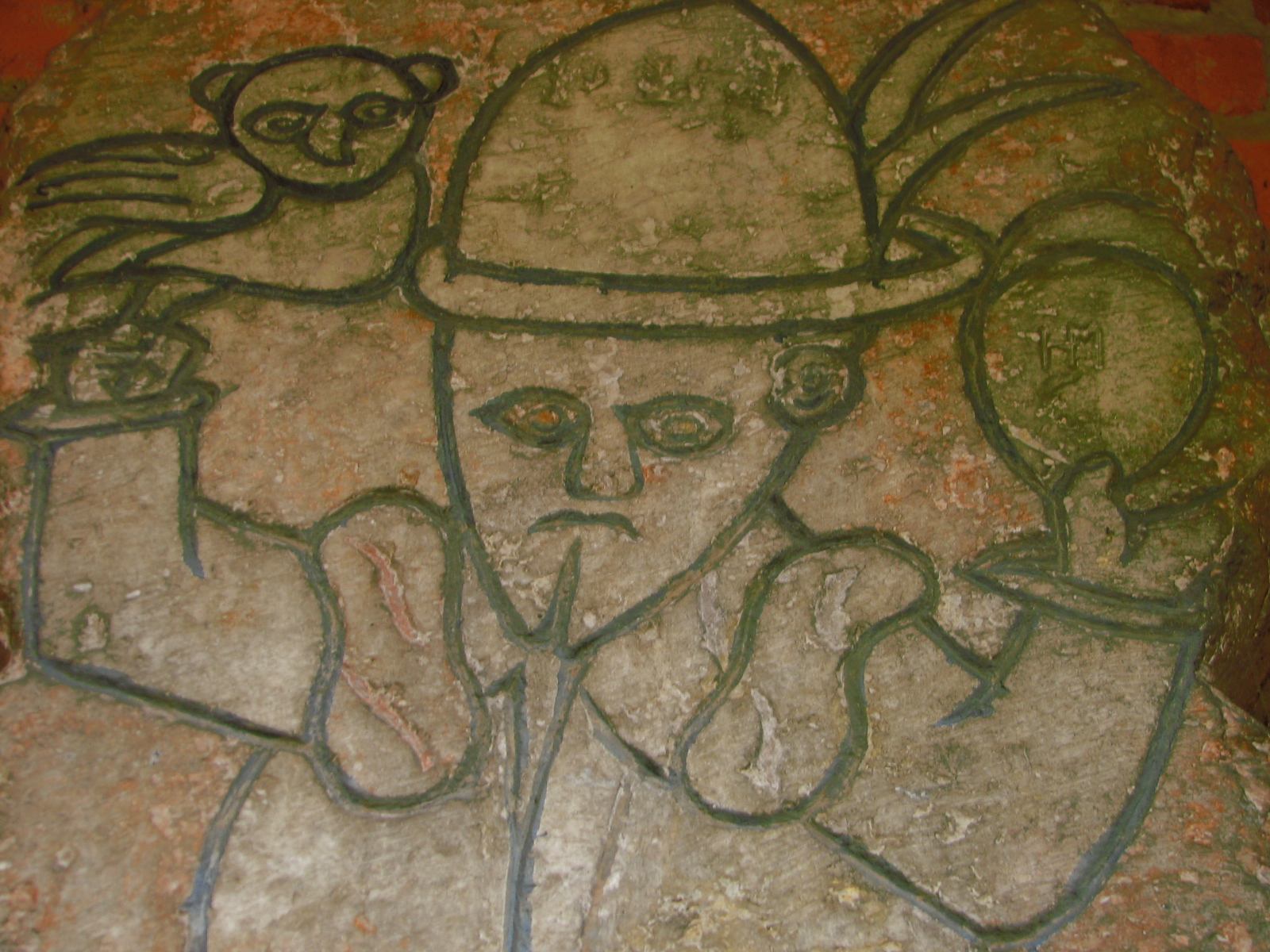
Ausschnitt des Eulenspiegel-Gedenksteins in Mölln

- Verleihung des Till-Preises an beliebte deutsche Kabarettisten.
- Die Stadt Einbeck in Niedersachsen hat den Eulenspiegel-Brunnen auf dem Marktplatz. Außerdem findet jedes Jahr das Eulenfest statt, welches ursprünglich ebenfalls an Till Eulenspiegel erinnern sollte. Der Stadtführer zeigt Touristen im Eulenspiegelkostüm die historische Altstadt. In Einbeck soll Eulenspiegel seinen Schabernack mit einem Brauer getrieben haben. Er sollte den „Hopfen“ sieden und nahm das zum Anlass, den Hund des Brauers namens Hopf zu kochen, bis ihm das Fleisch von den Knochen fiel.
- In der Hansestadt Lübeck gibt es einen Eulenspiegelweg.
- Am südwestlichen Ecktürmchen des Altstädter Rathauses in Eisleben, das zu Beginn des 16. Jahrhunderts errichtet wurde, befindet sich eine Narrenmaske, die auch in Bezug zur Eulenspiegel-Geschichte Wie Eulenspiegel zu Eisleben einen Wirt erschreckte mit einem Wolf haben kann.
- Der Hauptgürtelasteroid (55749) Eulenspiegel ist nach Till Eulenspiegel benannt.
- Hans Clauert  (* um 1506; † 1566) wird der Märkische Eulenspiegel genannt.

#### Gedenksteine, -tafeln und Skulpturen
- Am Westportal der Möllner Nicolaikirche ist ein Gedenkstein eingemauert, der an die Tatsache erinnert, dass Till Eulenspiegel nach der Überlieferung senkrecht begraben wurde. Als Grund wird angegeben, dass der Sarg bei der Beisetzung abstürzte. Der Gedenkstein wurde wahrscheinlich um 1530 aufgestellt und zeigt Eulenspiegel mit helmartigem, mit zwei Federn geschmücktem Hut. Am Fuße des Kirchbergs befindet sich der Eulenspiegelbrunnen mit einer Eulenspiegel-Skulptur, deren Daumen und Fußspitzen von vielen Berührungen abgewetzt sind. Angeblich soll dies Glück bringen.
- Till Eulenspiegel stellt eine der über 200 bronzenen Figuren und Allegorien am Fastnachtsbrunnen auf dem Schillerplatz in Mainz dar.
- In Kneitlingen steht ein Eulenspiegeldenkmal. Von Ampleben nach Kneitlingen führt der rund 1,5 km lange „Taufweg“, auf dem Till nach seiner Taufe von einer Magd nach Hause getragen wurde. Die Magd war jedoch nach der Tauffeier betrunken. Am Rande von Kneitlingen wollte sie auf einem Steg einen schlammigen Bach überqueren, fiel jedoch mitsamt dem kleinen Till in den Bach, der noch heute am westlichen Rand des Dorfes vorbeifließt. Dies war Tills zweite Taufe. Da er im Bach so schmutzig geworden war, musste er zuhause gebadet werden. Dieses Bad gilt als seine dritte Taufe. Auf einer Informationstafel am Triftweg am Rand von Kneitlingen wird diese Begebenheit erläutert.
- In Braunschweig steht der Eulenspiegel-Brunnen und am Dachgeschoss des Gebäudes Kohlmarkt 10 hängt ein Eulenspiegel-Glockenspiel.
- In Bernburg an der Saale: Till Eulenspiegel im Museum im Schloss (der Eulenspiegelturm gilt als das größte Eulenspiegeldenkmal), Till-Skulptur, Till-Trinkbrunnenfigur und Till-Figur im „Paradies“.
- In Calbe (Saale) steht am „Tillweg“ neben der Saalebrücke ein von Calbensern unter der Leitung von Oskar-Heinz Werner geschaffenes Eulenspiegeldenkmal mit einem Stahlschnitt des Künstlers Otto Plönnies.
- In Erfurt steht ein Eulenspiegeldenkmal.[22]
- Die Stadt Magdeburg hat eine Straße (Till-Eulenspiegel-Ring) nach ihm benannt. Zudem findet man auf dem Alten Markt den stadtbekannten Eulenspiegel-Brunnen. Darstellungen von Till Eulenspiegel finden sich auf der Rathaustür und auf der Rückseite des Magdeburger Rolands. Zudem dient die Figur als Maskottchen der Handballabteilung des SC Magdeburgs.
- Auch in Stendal wurde ein Till abgebildet. Auf der Rückseite der Rolandssäule hält er in einem Arm einen Dudelsack, mit dem anderen stützt er das Stadtwappen und ist somit als Element bürgerlichen Selbstbewusstseins dargestellt. Hier stammt der Schalk wohl aus jüngerer Zeit als der Roland selbst.
- In Wustermark im Ortsteil Elstal steht eine Bronzeskulptur Eulenspiegels von H.-P. Fonteyne aus dem Jahr 1998 in der Eulenspiegelsiedlung vor dem Eingang des Olympischen Dorfes.[23]
- In Einbeck befindet sich seit 1942 ein Eulenspiegel-Brunnen auf dem Marktplatz.
- Im südbrandenburgischen Elsterwerda befindet sich ein von Hans Eickworth geschaffener Eulenspiegelbrunnen vor der Kleinen Galerie Hans Nadler.
- In Waffenhammer, einem Gemeindeteil von Presseck in Oberfranken, steht eine Figur vor dem 2017 geschlossenen Eulenspiegelmuseum.
- In Königslutter am Elm steht an der Kreuzung zwischen Schöppenstedter Straße und Klosterstraße eine Sandsteinskulptur Till Eulenspiegels mit der Aufschrift "Nach Schöppenstedt 12km".

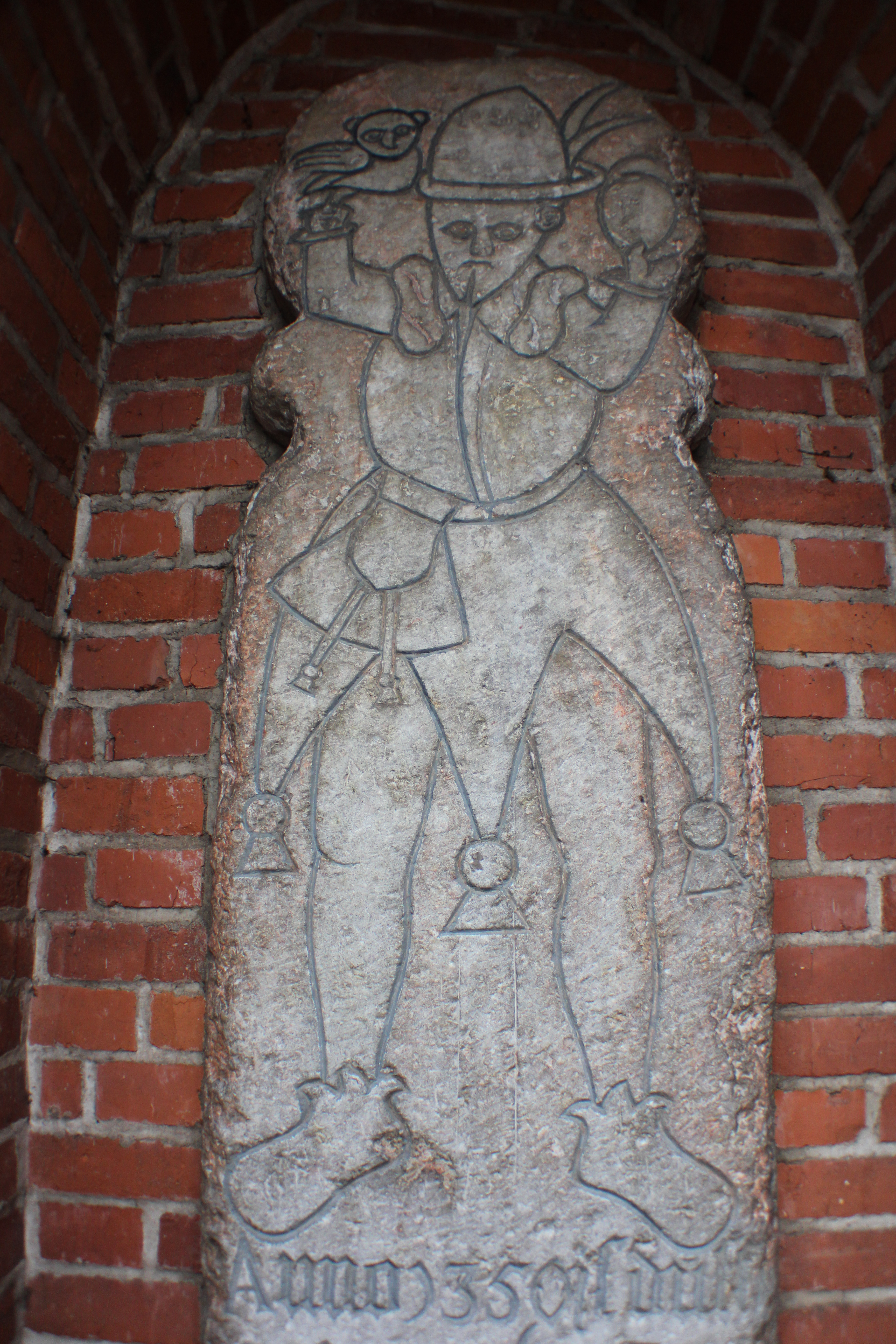
Gedenkstein in Mölln
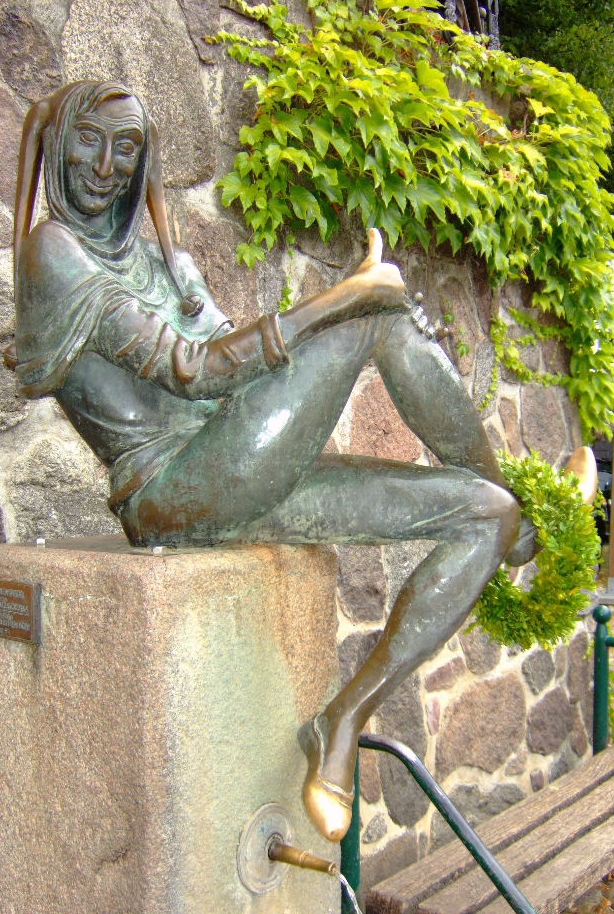
Skulptur in Mölln
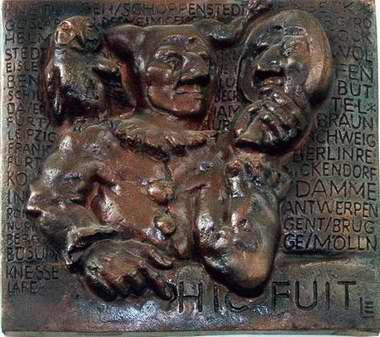
Am Braunschweiger Rathausturm
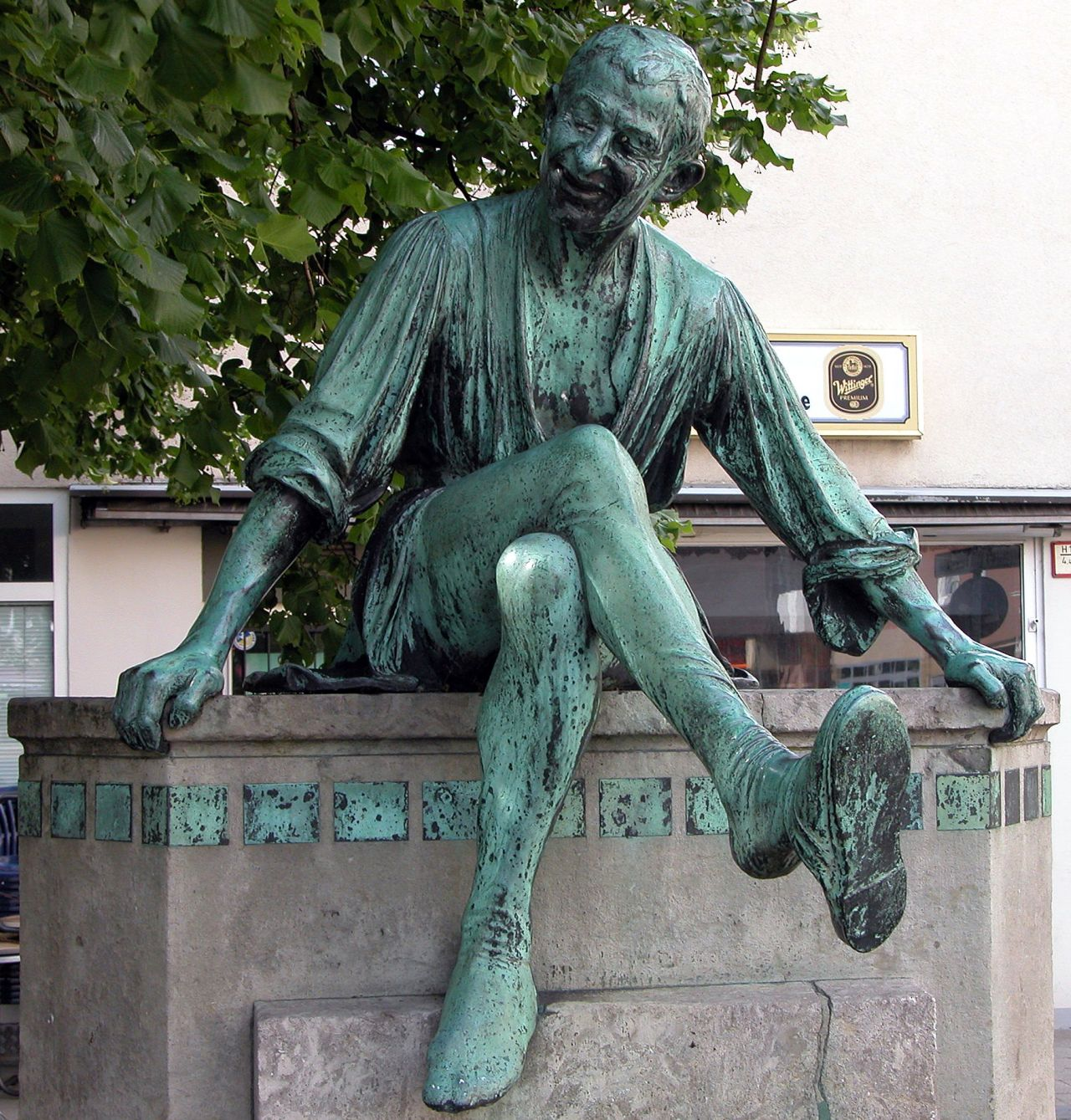
Brunnenfigur in Braunschweig
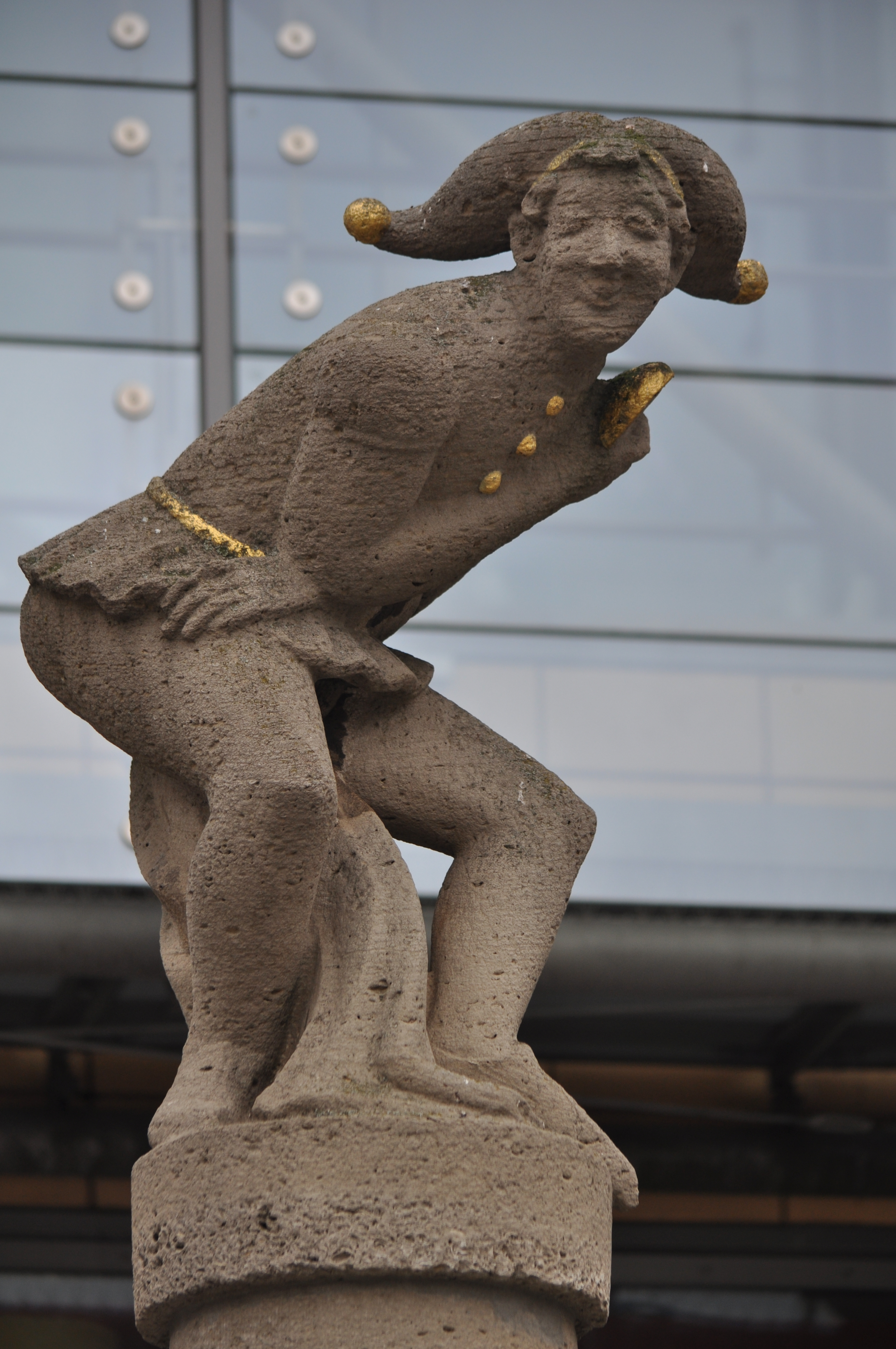
Brunnenfigur in Magdeburg
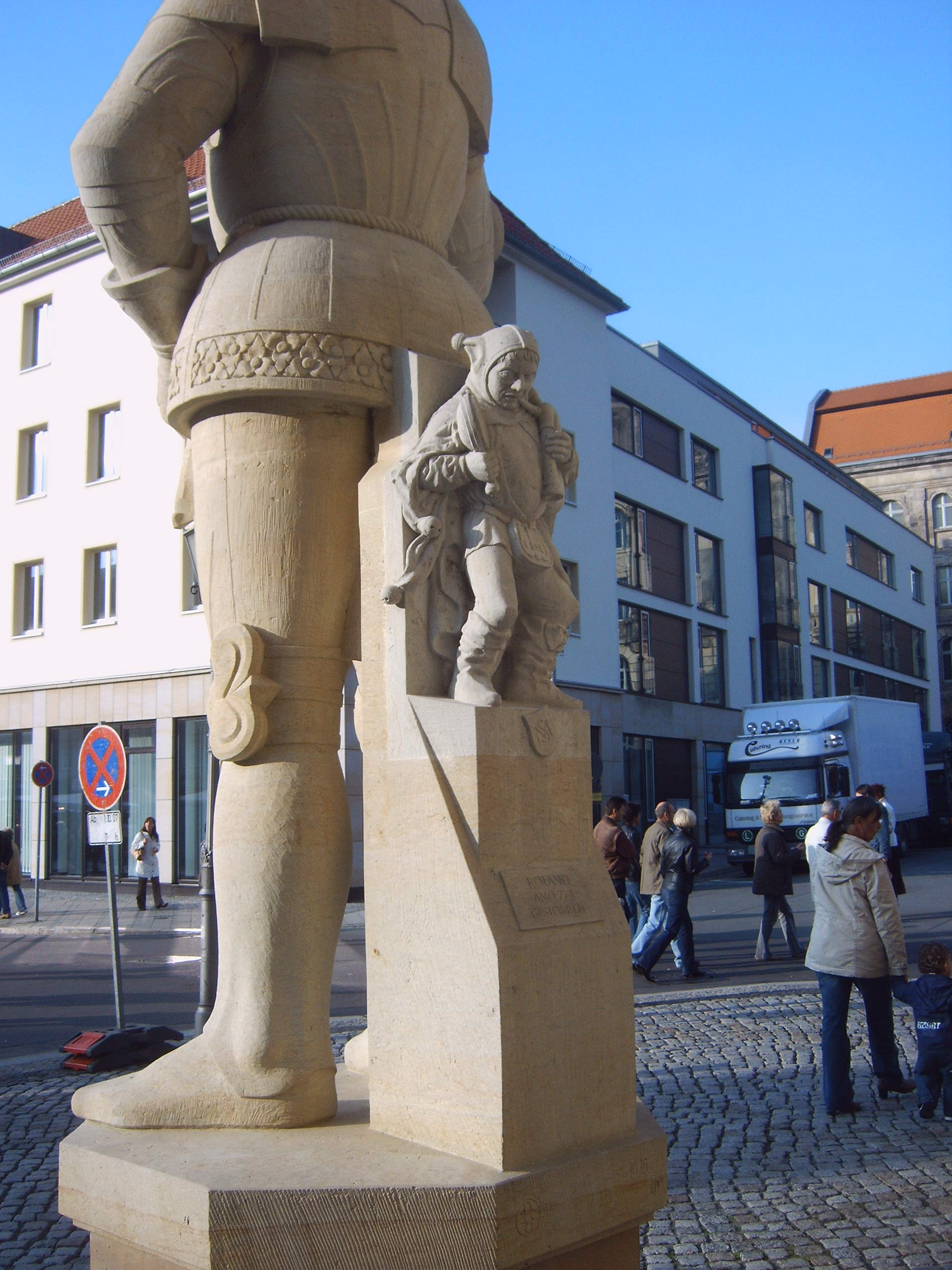
Eulenspiegel im Rücken des Rolands in Magdeburg
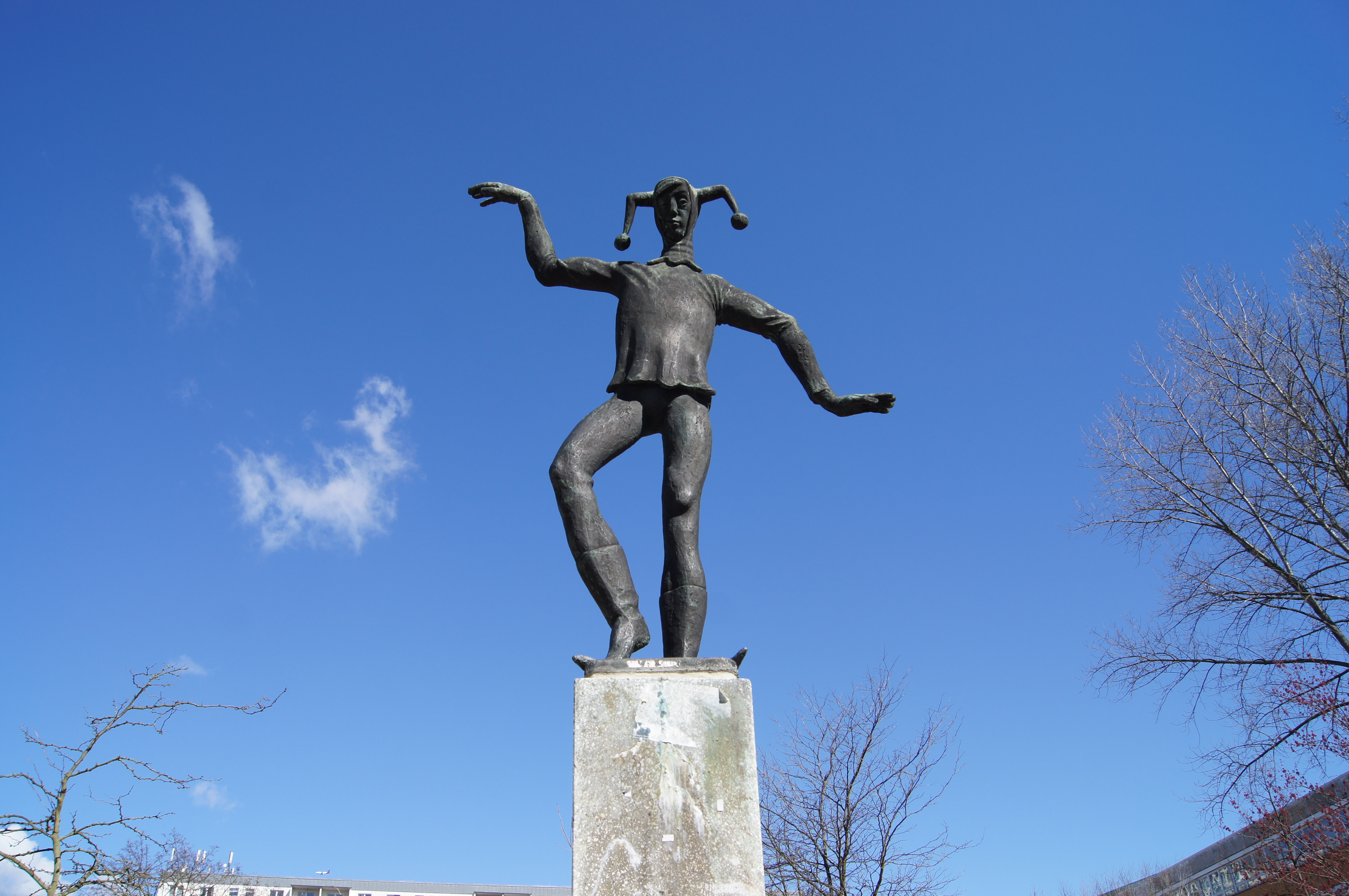
Eulenspiegel in Berlin-Weißensee
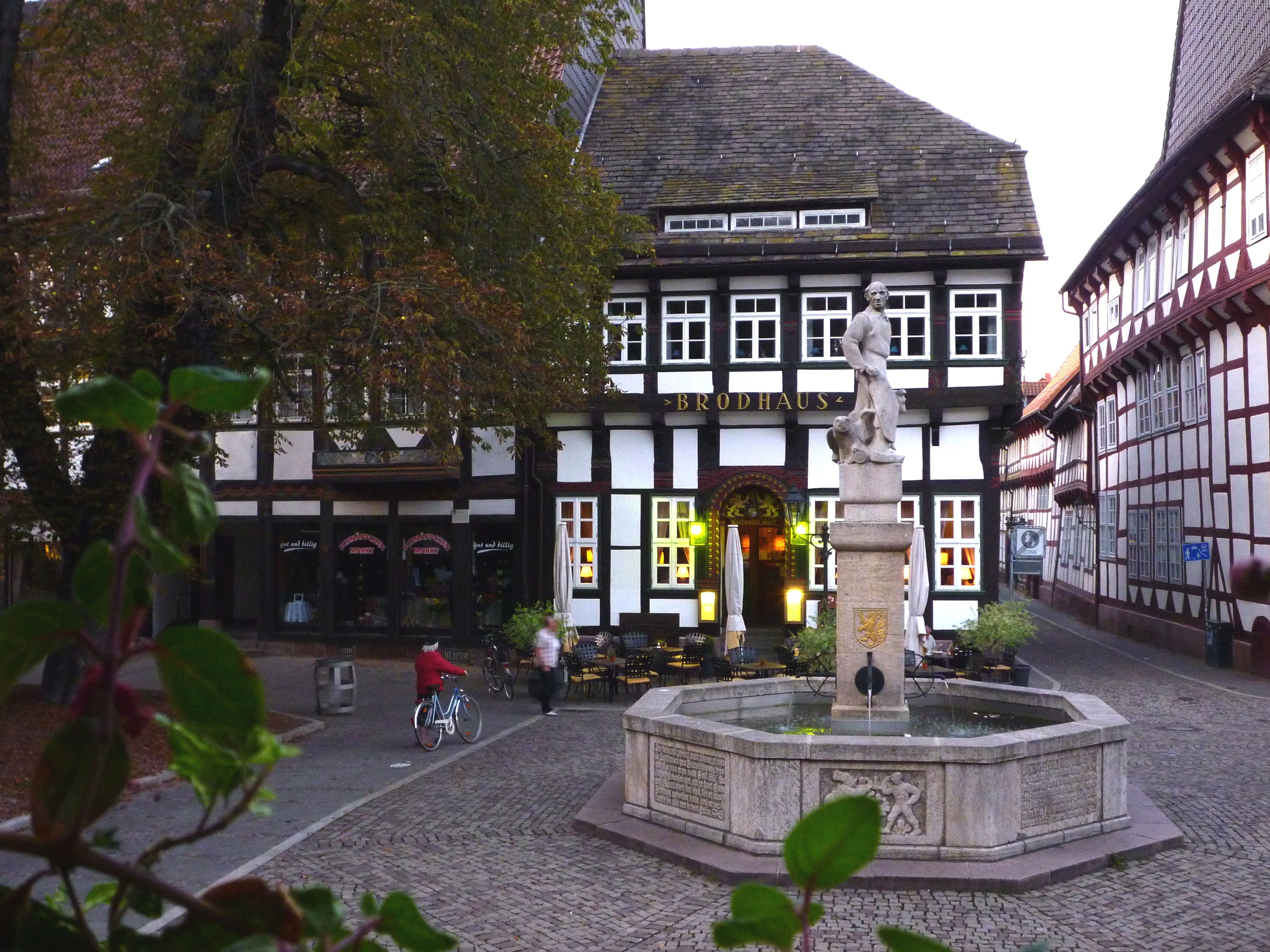
Eulenspiegel-Brunnen in Einbeck
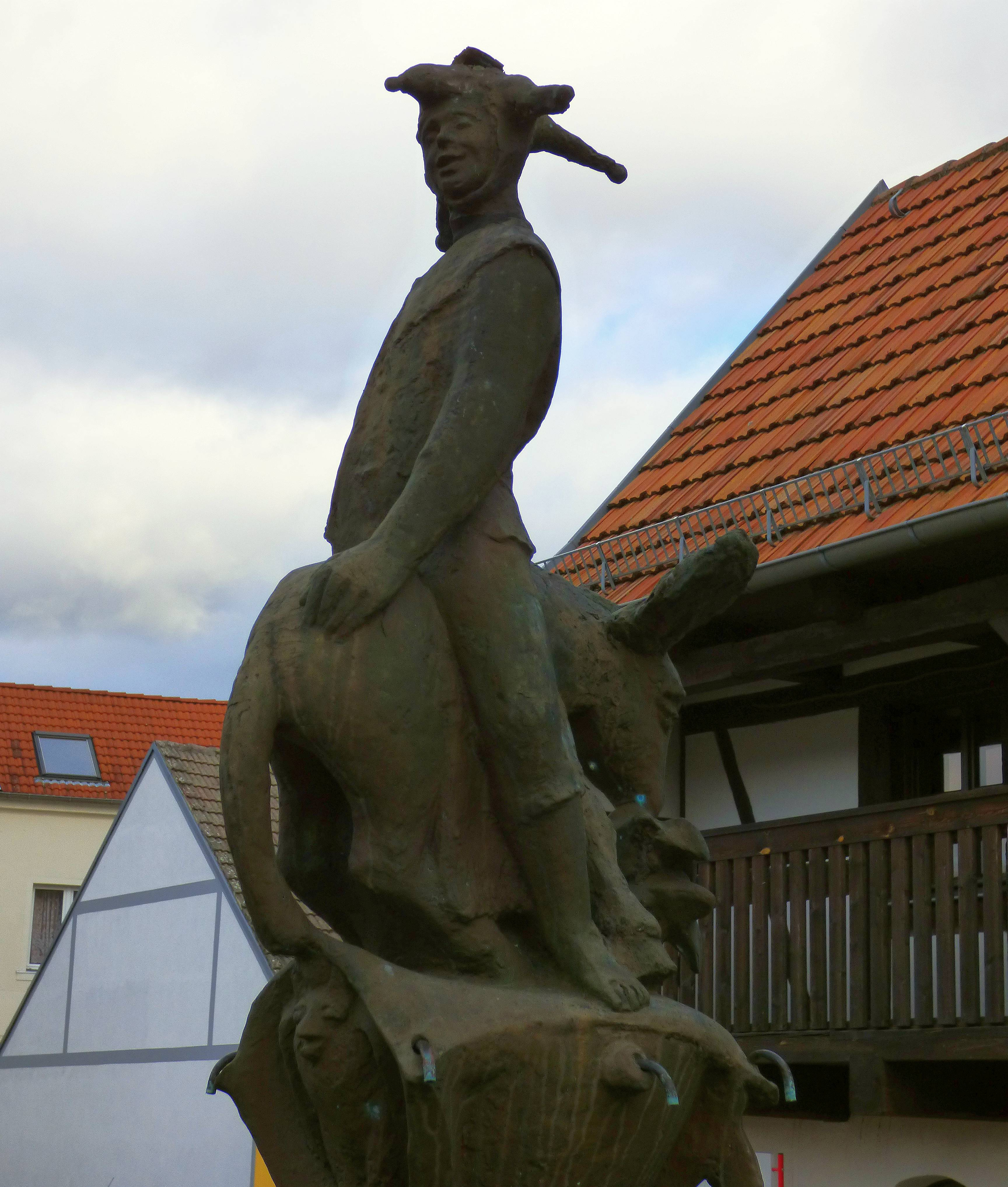
Skulptur des Eulenspiegelbrunnens von Hans Eickworth in Elsterwerda
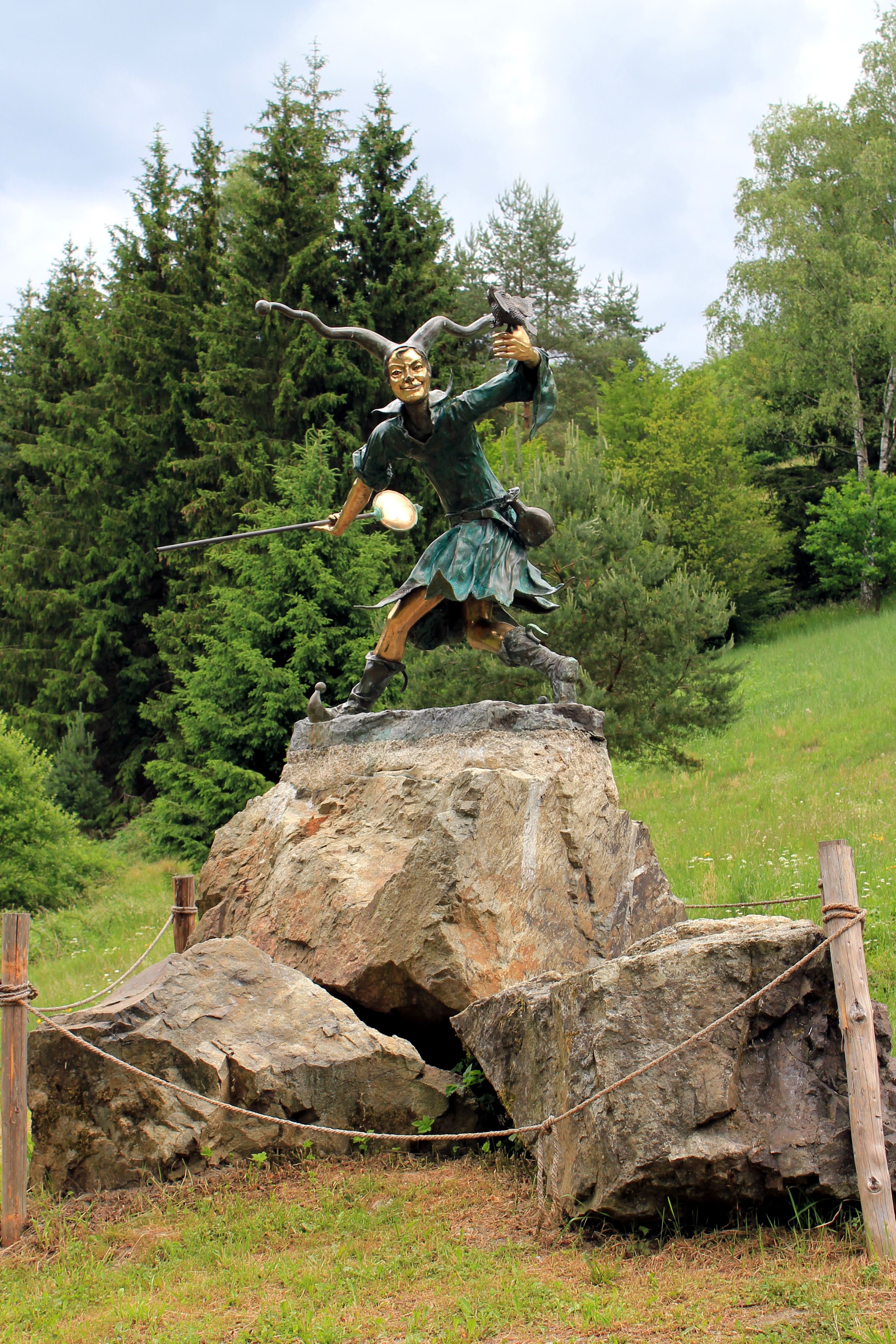
Till-Eulenspiegel-Figur im Steinachtal vor dem Till-Eulenspiegel-Museum
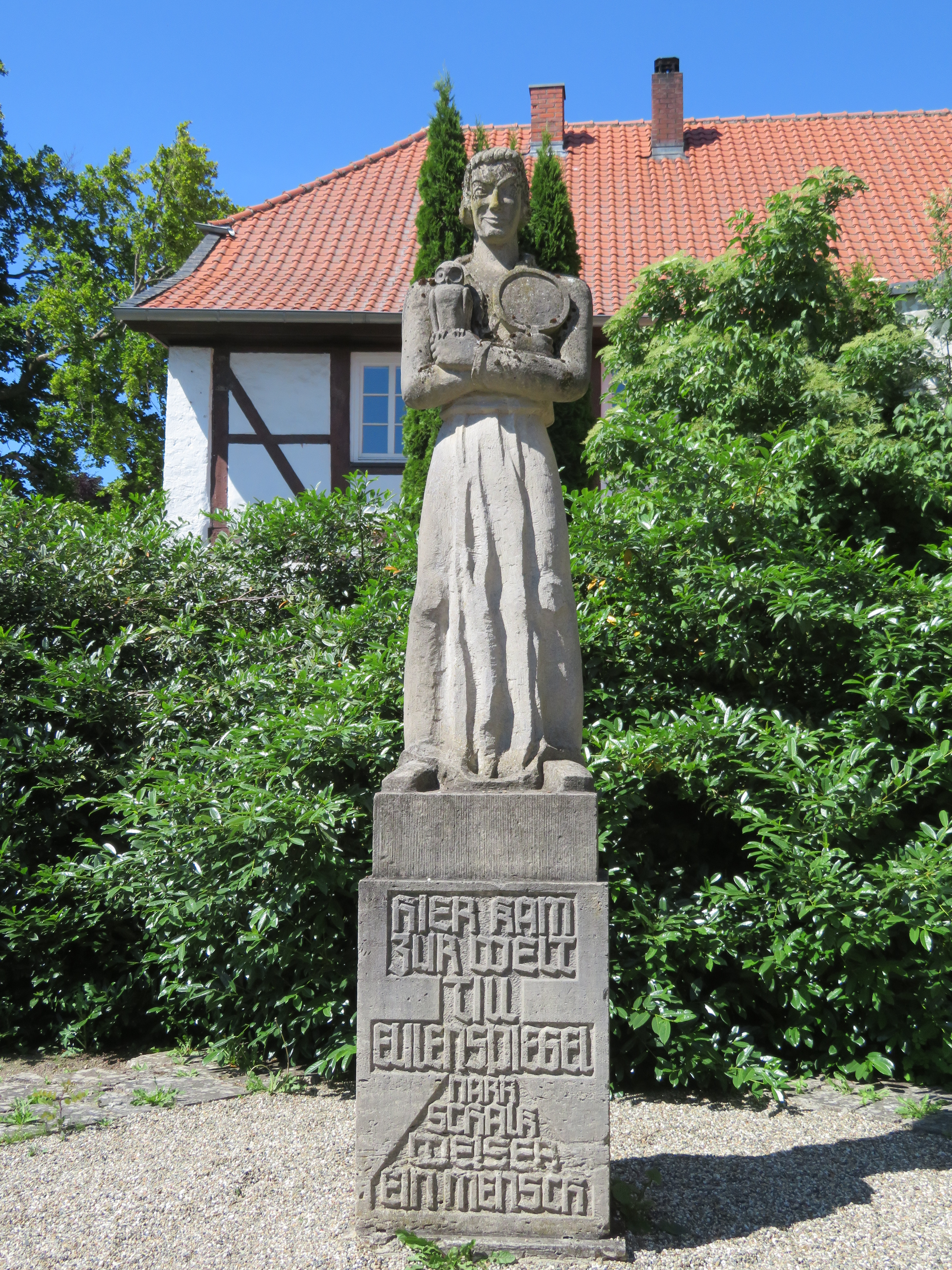
Eulenspiegeldenkmal in Kneitlingen
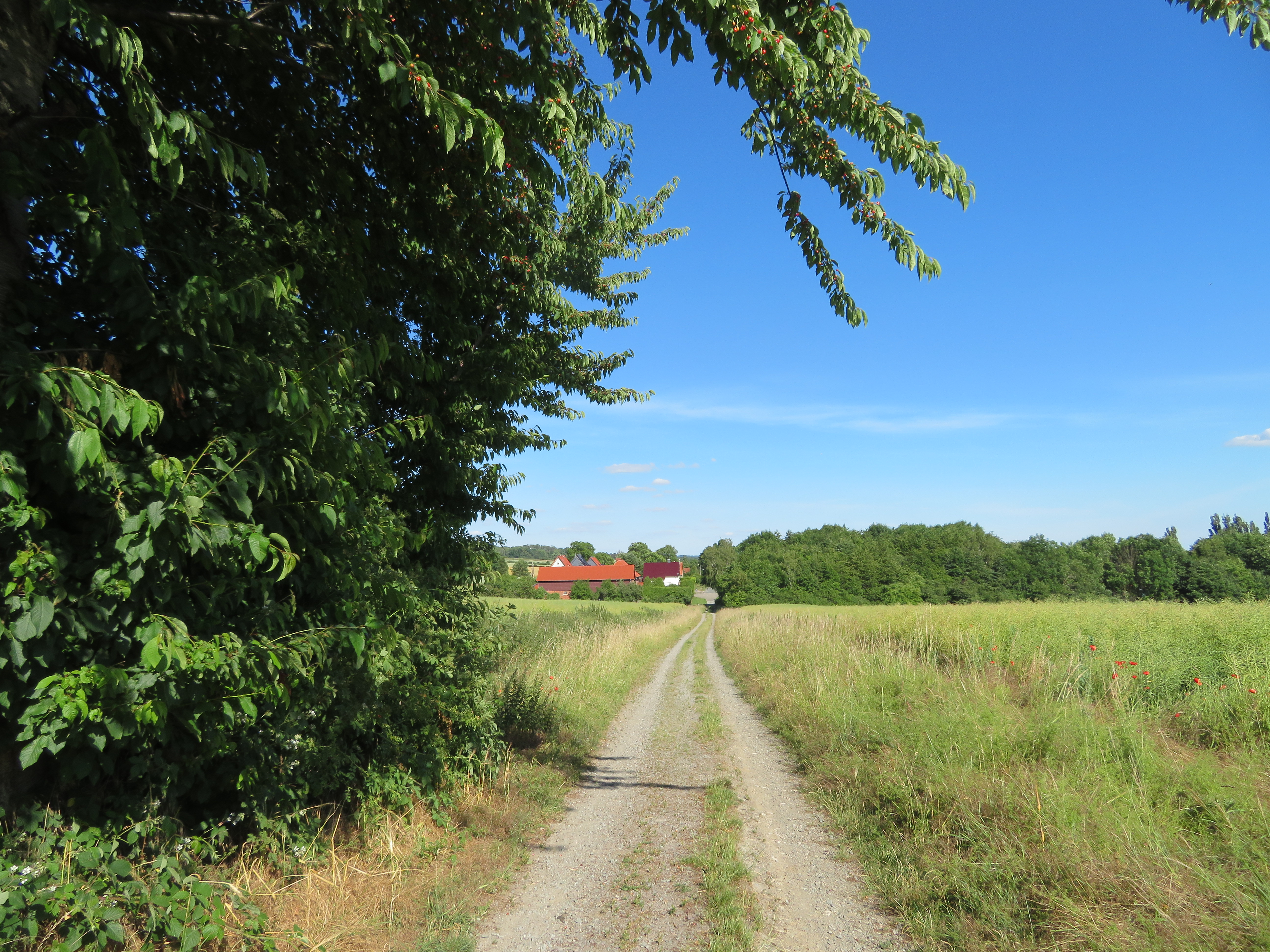
Taufweg zwischen Ampleben und Kneitlingen mit Blick auf Kneitlingen
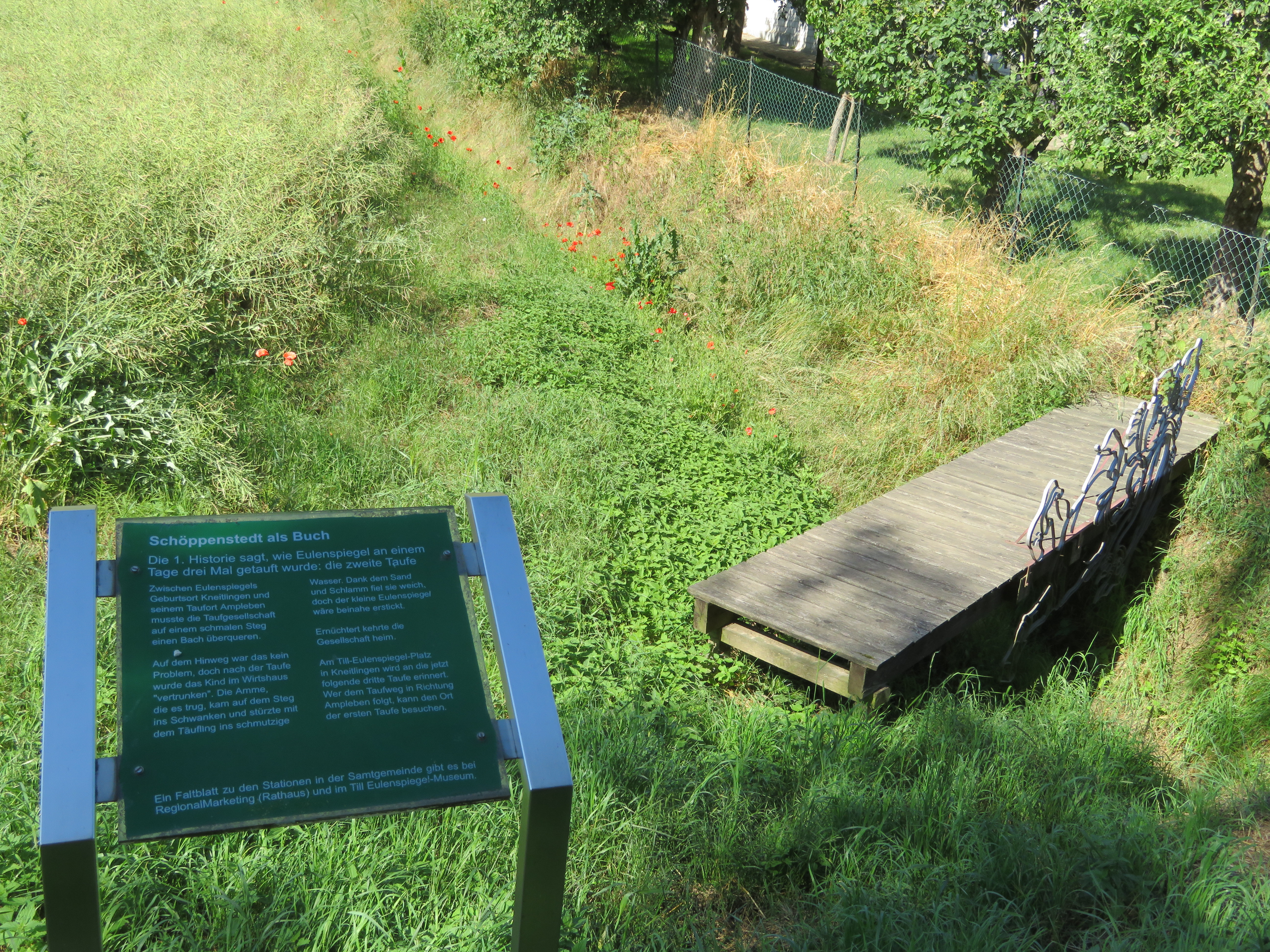
Steg über den Bach am Rande von Kneitlingen, Ort der 2. Taufe
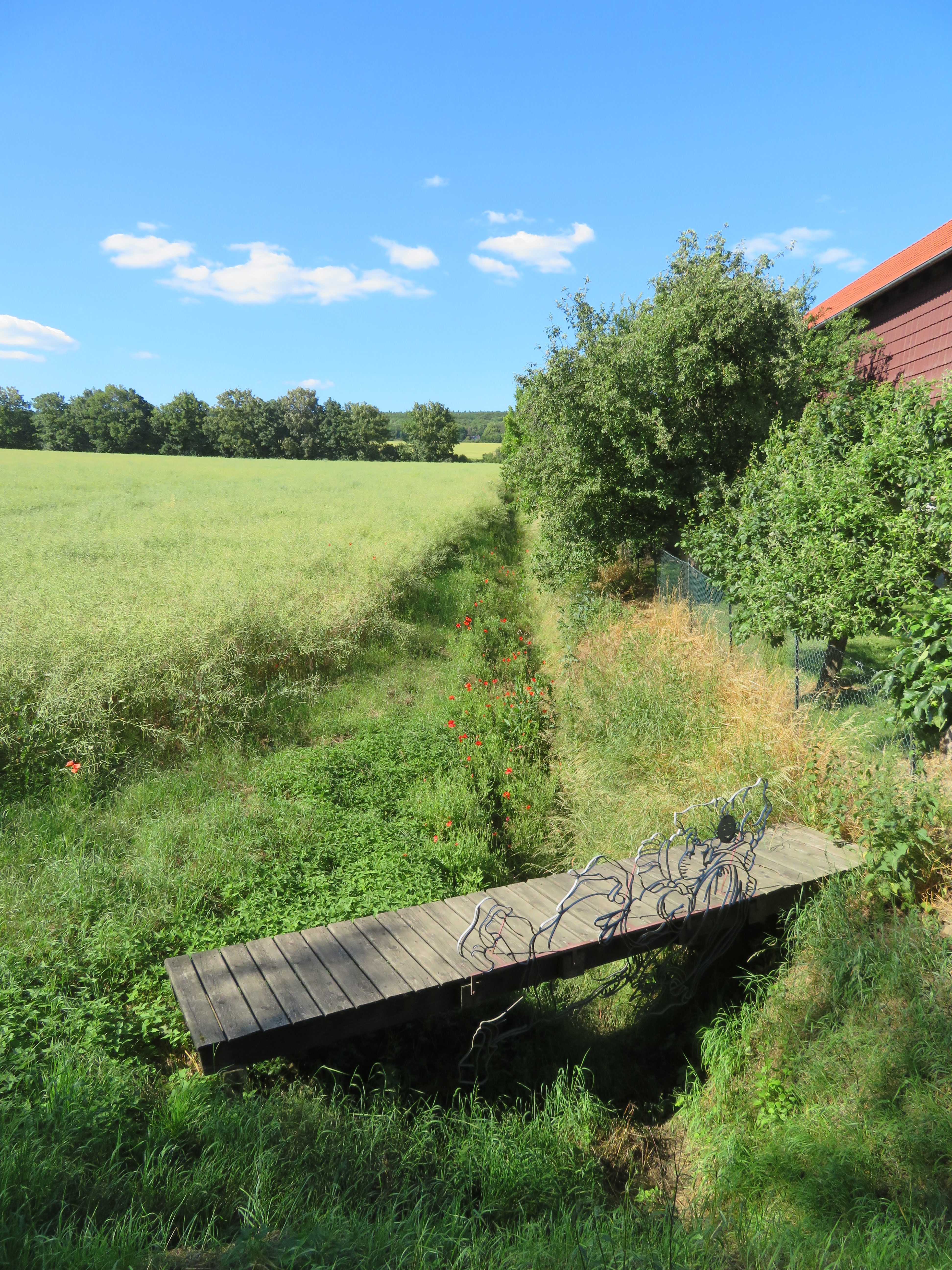
Bach am Rande von Kneitlingen, Ort der 2. Taufe
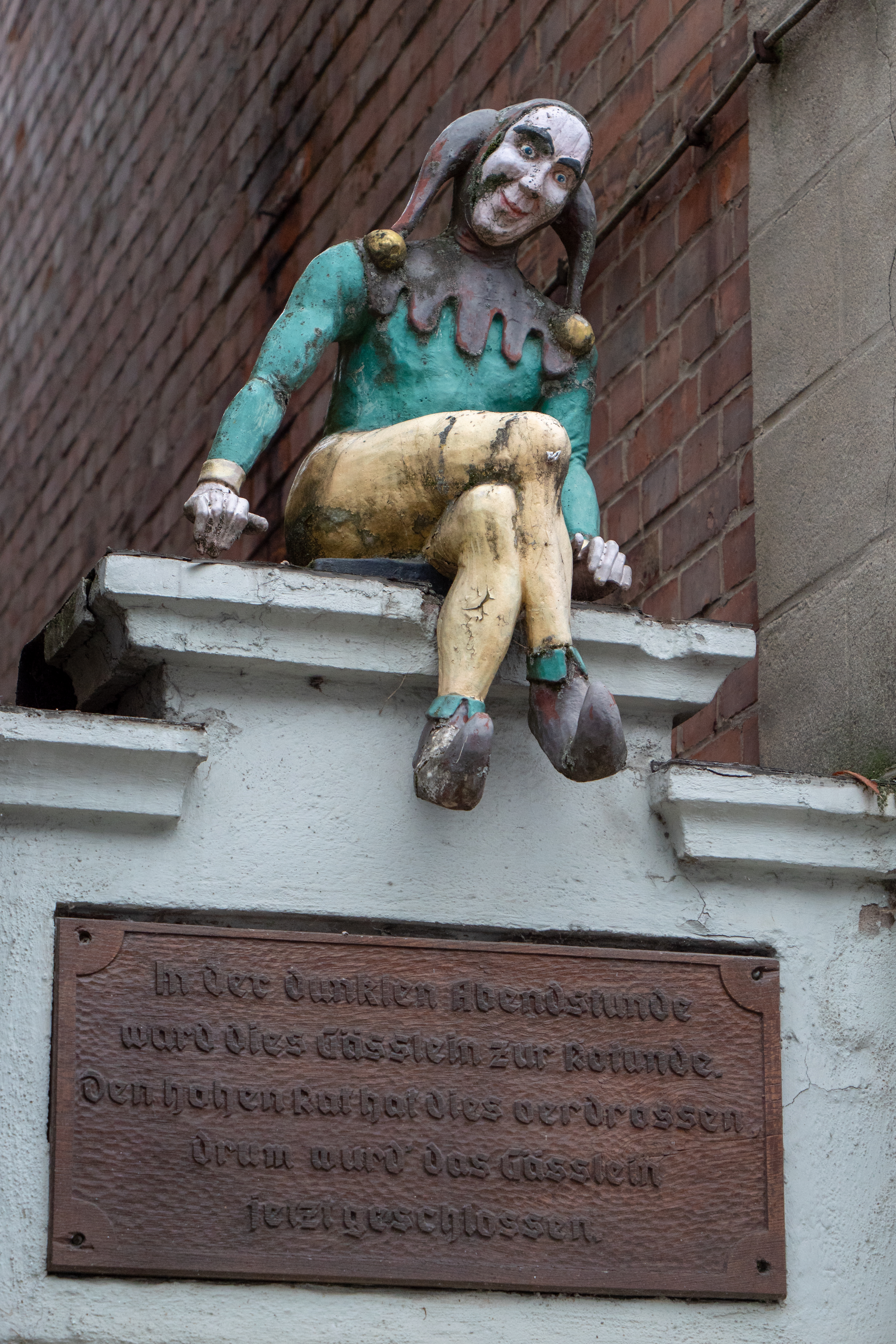
Till Eulenspiegel, Schöppenstedt
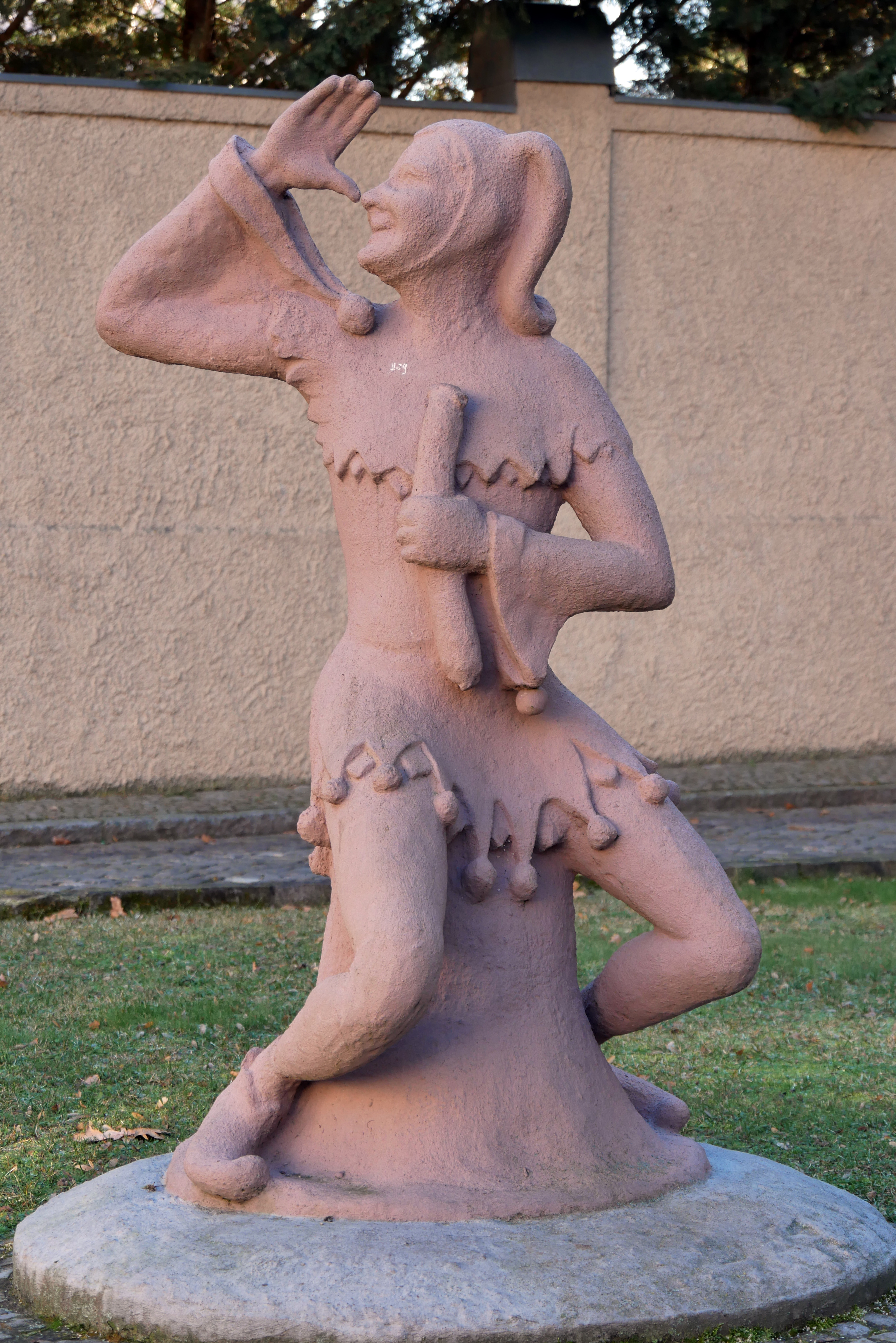
Till Eulenspiegel in Bernburg
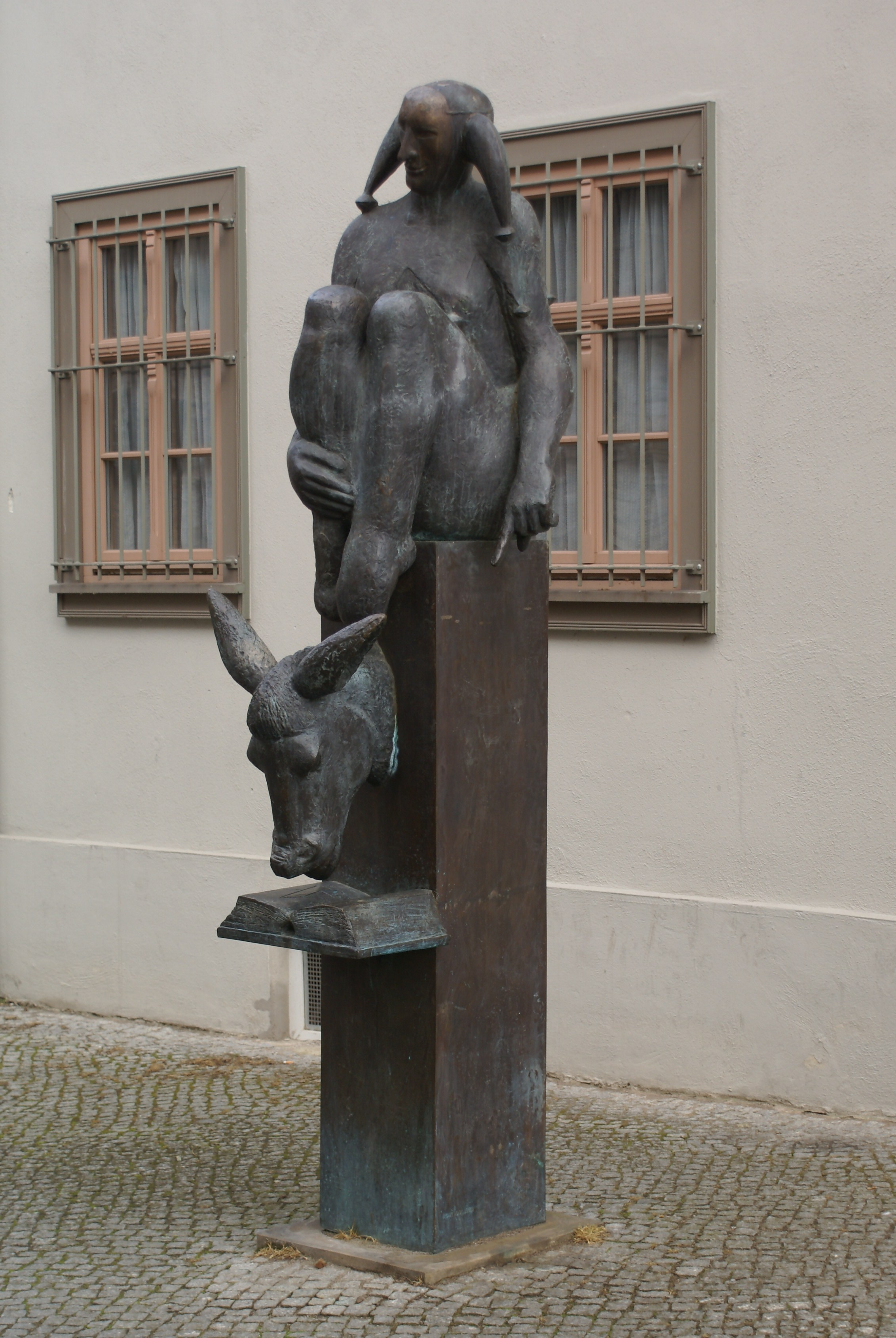
Skulptur in Erfurt

#### Briefmarken und Münze
- Bundespost und Deutsche Post AG haben 1977 und 2011 jeweils eine Eulenspiegel-Sondermarke herausgegeben.[24]
- Am 23. Juni 2011 gab das Bundesfinanzministerium bekannt, zum Thema „500 Jahre Till Eulenspiegel“ eine deutsche Euro-Gedenkmünze im Nennwert von 10 Euro prägen zu lassen. Sie wurde ab dem 14. Juli 2011 in den Verkehr gebracht und zeigt auf der Bildseite eine asymmetrisch angeordnete Eulenspiegel-Darstellung, die dessen ambivalenten Charakter zum Ausdruck bringen soll. Der Münzrand hat die Inschrift „So bin ich doch hie gewesen“.

Zehn-Euro-Gedenkmünze von 2011

### Literarische Verarbeitung

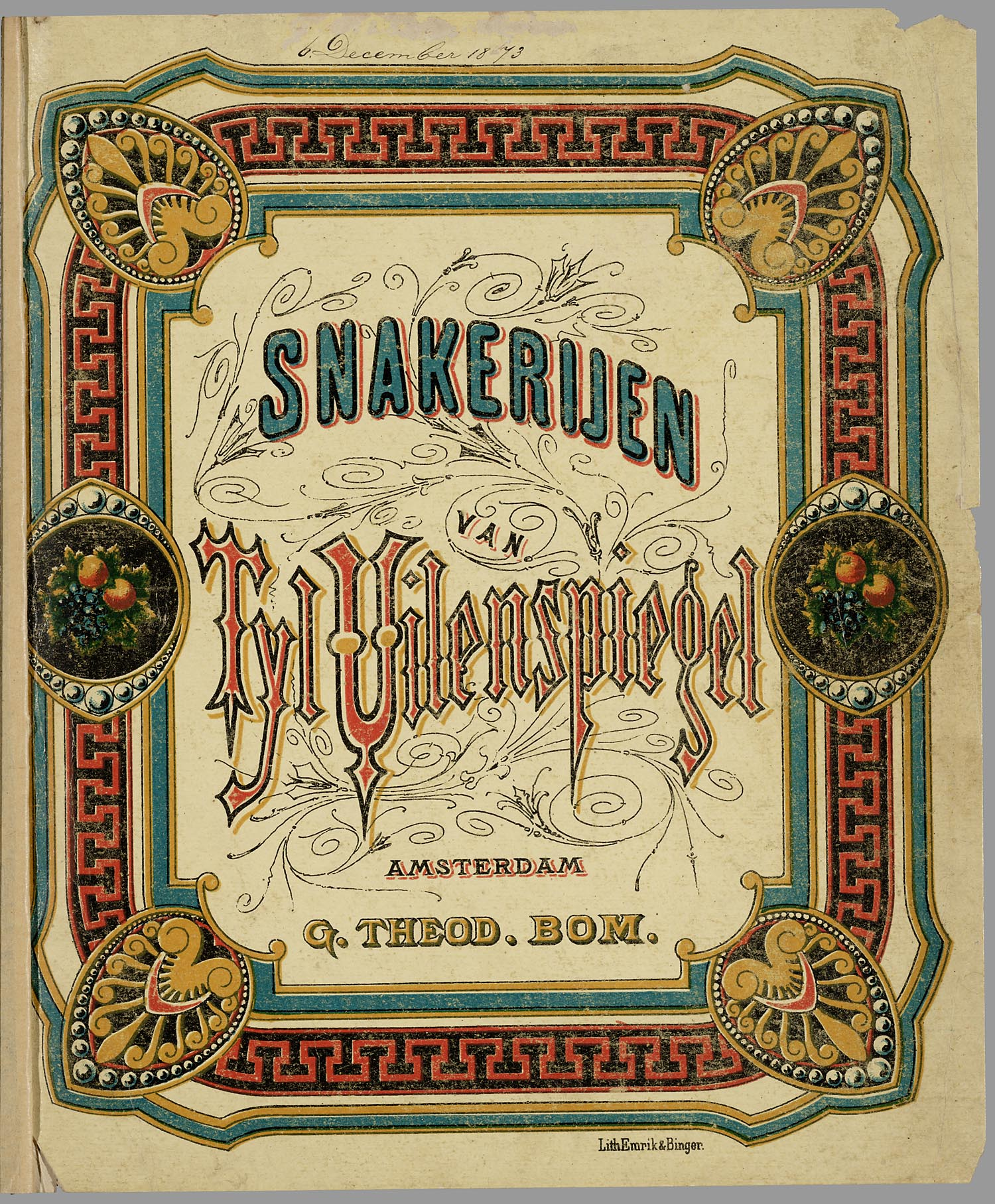
Snakerijen van Tijl Uilenspiegel („Bubenstreiche von Till Eulenspiegel“) von Dirk Dekker. Niederländisches Kinderbuch um 1873

Seit der Wiederentdeckung des Volksbuchs und dem Beginn einer Kinder- und Jugendbuchkultur im deutschen Verlagswesen gibt es wohl weit über hundert meist illustrierte Adaptionen des Stoffs, die den Inhalt des Originals sprachlich modernisieren, inhaltlich kürzen und neu akzentuieren. Die Vielzahl dieser Ausgaben kann hier nicht dargestellt werden. Die folgende Liste enthält darum nur einige Beispiele für inhaltlich weiterführende Rezeption im engeren Sinn.
- Hans Sachs: Eulenspiegel und die Blinden (1553), eine neuere von Karl Mahr illustrierte Ausgabe: Leipzig und Hartenstein im Erzgebirge 1925; sowie Eulenspiegel mit dem pelczwaschen (Mitte 16. Jahrhundert), eine neuere von Georg Kellner illustrierte Ausgabe Nürnberg 1908
- Charles De Coster: La légende et les aventures héroiques joyeuses et glorieuses d’Ulenspiegel et de Lamme Goedzak au pays des Flandres et ailleurs. 1867 (Die Geschichte und die heldenhaften, fröhlichen und ruhmreichen Abenteuer Ulenspiegels und Lamme Goedzaks im flandrischen Lande und anderswo, diverse deutsche Ausgaben)
- Paul Benndorf: Till Eulenspiegel. Ein kurzweiliges Lesen, wie er sein Leben vollbracht hat. Abel & Müller, Leipzig 1921.
- Gerhart Hauptmann: Des großen Kampffliegers, Landfahrers, Gauklers und Magiers Till Eulenspiegel Abenteuer, Streiche, Gaukeleien, Gesichte und Träume. (Hexameter-Epos in 18 Abenteuern). S. Fischer, Berlin 1928.
- Raf Verhulst: De jeugd van Tijl Uilenspiegel. Roman für junge Leute. ’s Gravenhage 1942; deutsch: Till Eulenspiegels Jugend. Wolfshagen-Scharbeutz (Lübecker Bucht) 1955.
- Erich Kästner: Till Eulenspiegel. Nacherzählung. Atrium, Basel/Mährisch-Ostrau 1938 (und neuere Ausgaben, etwa im Otto Maier Verlag Ravensburg ab 1970).
- Ernst Behrends: Till tollt immer noch – Heitere Erzählungen. Europäischer Verlag, 1968.
- Christa Wolf: Till Eulenspiegel. Erzählung für den Film (zusammen mit Gerhard Wolf), 1974.
- Tyll Eulenspiegel. Nachdruck der Ausgabe von 1863. Mit Radierungen von Johann Heinrich Ramberg und einem Nachwort von Georg Bollenbeck. Harenberg, Dortmund (= Die bibliophilen Taschenbücher. Band 224).
- Dirk Seliger, Anke Seliger: Die Rückkehr des Till Eulenspiegel. Neue Schelmenstreiche. amicus Verlag, Föritz 2001, ISBN 3-935660-03-0.
- Till Eulenspiegel. Dreißig Streiche und Narreteien. Nacherzählt von Clemens J. Setz. Mit Illustrationen von Philip Waechter. Insel Verlag, Berlin, 2015 (= Insel-Bücherei Nr. 2014), ISBN 978-3-458-20014-7
- Daniel Kehlmann: Tyll. Roman. Rowohlt Verlag, Reinbek 2017, ISBN 978-3-498-03567-9.
- Paul Benndorf: Till Eulenspiegel. Mit Illustrationen von Walter Trier. (Neudruck), Klaus-Becker-Verlag, Potsdam 2022, ISBN 978-3-88372-366-2.

### Theater
- Eulenspiegel. Ein dramatischer Schwank in einem Akt und in zwanglosen Reimen, Schwank von August von Kotzebue, erstmals gedruckt im 4. Jahrgang seines Almanachs dramatischer Spiele zur geselligen Unterhaltung auf dem Lande, Berlin 1806.
- Till Eulenspiegel, Posse von Matthäus Stegmayer, Uraufführung Anfang 1808.
- Eulenspiegel oder Schabernack über Schabernack, Posse von Johann Nestroy, Uraufführung am 22. April 1835 im Theater an der Wien.
- Aspazija: Pūcesspieģelis. Romantiska komēdija. Apstrādāta pēc tautas teikām un Š. Kostēra flāmu motīviem (Eulenspiegel. Romantische Komödie. Bearbeitet nach Volkssagen und Ch. Costers flämischen Motiven, 1931)
- Till Eulenspiegel. Theaterstück nach Hermann Bote von Matthias Buck. Uraufführung am 16. Juni 2001 (Thalia Theater Halle) in der Regie von Kay Link.
- Eulenspiegel-Festspiele 2018, Open-Air Theaterinszenierung von Martin Maier-Bode.[25]
- Im November 2021 verbot die Zensur im nach Jakub Kolas benannten Nationaltheater in Wizebsk (Belarus) nach der Premiere die weiteren Aufführungen eines Theaterstücks des russischen Dramatikers Grigori Gorin nach Charles De Costers Roman Ulenspiegel. Der Grund waren die mehrfachen Rufe von der Bühne auf Belarussisch „Es lebe Flandern“.[26]
- "Tyll" als Dreisparten-Projekt nach dem Roman von Daniel Kehlmann (Rowohlt Verlag 2017), Bühnenfassung von Hilke Bultmann am Theater Lüneburg. Inszenierung: Hajo Fouquet, Friedrich von Mansberg, Gregor Müller, Philip Richert. Musikalische Leitung: Thomas Dorsch. Choreographie: Olaf Schmidt. Premiere am 23. März 2024

### Musik
- Till Eulenspiegels lustige Streiche, op. 28, Sinfonische Dichtung für großes Orchester von Richard Strauss.

Uraufgeführt wurde das Stück am 5. November 1895 im Rahmen des zweiten Abonnementkonzerts der Kölner Konzertgesellschaft im Gürzenich zu Köln mit dem Städtischen Gürzenich-Orchester unter Leitung von Franz Wüllner.
- Eulenspiegel der deutschen Band Ougenweide.

1976 veröffentlichte die Gruppe eine LP, auf der auch im Auftrag des Landestheaters Tübingen entstandene vier Lieder für eine Eulenspiegel-Inszenierung enthalten waren.
- Eulenspiegel der deutschen Mittelalter-Band Saltatio Mortis.

Am 9. September 2011 veröffentlichten Saltatio Mortis das Album Sturm aufs Paradies, auf dem das Lied Eulenspiegel als Eigenkomposition enthalten ist. In diesem Lied werden die Streiche und die Hintergründe dieser Streiche gewürdigt.

### Oper
- Till Eulenspiegel. Volksoper in zwei Teilen und einem Nachspiel von Emil Nikolaus von Reznicek. Text: E. N. von Reznicek. Uraufführung am 12. Januar 1902 in Karlsruhe unter Felix Mottl.
- Ulenspiegel. Oper in drei Aufzügen op. 23 von Walter Braunfels. Uraufführung 4. November 1913 im königlichen Hoftheater in Stuttgart. Aufführungsverbot unter den Nationalsozialisten. Erst 2011 wiederaufgeführt am Theater Gera (Theater & Philharmonie Thüringen) in der Regie von Matthias Oldag.
- Tyll – eine Ulenspiegel-Oper in drei Akten op. 12 von Mark Lothar. Textdichter: Hugo von Koenigsgarten. Uraufführung: Weimar 1928.
- Тиль Уленшпигель (Til Ulenschpigel). Singspiel in zwei Akten des sowjetischen Komponisten Nikolai Karetnikow nach dem Roman von Charles de Coster. Entstanden 1965–1985, Uraufführung 30. Oktober 1993 in Bielefeld.

### Verfilmungen
- Till Eulenspiegel (1936) ist als Quadrologie von und mit Theo Lingen im Jahre 1936 in Deutschland entstanden und setzt sich zusammen aus den jeweiligen Teilen: „Wie Eulenspiegel zu Marbug den Landgrafen malte …..“ (sic!), „Wie Eulenspiegel ein Urteil sprach …“, „Wie Eulenspiegel den Neunmalweisen Rede und Antwort steht …“ und „Wie Eulenspiegel sich einmal erbot zu fliegen …“, wobei in jedem Teilfilm mehr als ein Scherz dargestellt wird. (KU-Filmproduktion und Verleih)
- Till Eulenspiegel und der Bäcker von Braunschweig, Puppentrickfilm, DDR 1954, Regie: Johannes Hempel.
- Till Eulenspiegel als Türmer, Puppentrickfilm, DDR 1955, Regie: Johannes Hempel.
- Die Abenteuer des Till Ulenspiegel (Les Aventures de Till Espiègle), Spielfilm, Frankreich/DDR 1956/57, Darsteller: Gérard Philipe, Fernand Ledoux, Nicole Berger, Jean Vilar, Wilhelm Koch-Hooge, Erwin Geschonneck.
- Unsterblicher Eulenspiegel, Nord Film GmbH, Deutschland 1950.
- Tijl Uilenspiegel, Kinderserie mit 15 Teilen, Belgien, 1961, Darsteller: Senne Rouffaer, Anton Peters, Elvire Deprez, Dora Vander Groen.
- Till Eulenspiegel – Wie man ein Narr bleibt in schweren Zeiten, TV-Film in 2 Teilen, BRD 1967, Darsteller: Helmuth Lohner, Catherine Schell
- Uilenspiegel, Spielfilm, Niederlande, 1973, Regisseur: Walter van der Kamp. Darsteller: Wim Van Der Grijn.
- Till Eulenspiegel, Spielfilm, DDR, 1975, Regie: Rainer Simon, Darsteller: Winfried Glatzeder, Cox Habbema, Franciszek Pieczka.
- Till Ulenspiegel (Легенда о Тиле), Sowjetunion 1976, Regie: Alexander Alow, Wladimir Naumow, Darsteller: Lembit Ulfsak, Natalja Belochwostikowa
- Till Eulenspiegel, Deutschland, 2003, Regie: Eberhard Junkersdorf
- Till Eulenspiegel, Deutschland 2014, Regie: Christian Theede